# Hongaars
Het Hongaars (magyar, magyarul, magyar nyelv) is de officiële taal van Hongarije en daarnaast de taal van de Hongaarse minderheden in de omringende landen. De taal heeft nu in totaal ongeveer 14,5 miljoen sprekers, waarvan 9,9 miljoen in Hongarije. Het is daarmee, na het Turks, de grootste taal in Europa die niet tot de Indo-Europese talen behoort.

## Algemeen

### Verwantschappen
| Oeraalse taalfamilie: |
| --- |
| - - Fins-Oegrische talen - Oegrische talen - Ob-Oegrische talen - Chantisch of Ostjaaks - Wogoels of Mansi(sch) - Hongaars - Fins-Permische talen - Samojeeds |

Het Hongaars is de grootste van de Fins-Oegrische talen. Binnen de Fins-Oegrische talen vertegenwoordigt het Hongaars, samen met het Wogoels en het Chantisch, de Oegrische tak.
Geen enkele andere Fins-Oegrische taal lijkt in voldoende mate op het Hongaars dat er sprake zou kunnen zijn van onderlinge verstaanbaarheid. Verwante talen als het Fins en het Estisch zijn voor een Hongaar even onbegrijpelijk als voor iemand die alleen het Nederlands beheerst.

### Geschiedenis
Het Hongaars is in het eerste millennium na Christus met de Hongaren uit het oosten naar Europa gekomen. Onderweg werd de woordenschat uitgebreid met veel woorden uit Turkse en Iraanse talen. Sinds de taal ruim duizend jaar geleden het Karpatenbekken bereikte, onderging de taal invloeden van de omringende Slavische en Germaanse talen en in mindere mate van het Latijn en het Italiaans. Tegenwoordig is het Engels de belangrijkste bron van nieuwe woorden. De Hongaarse standaardtaal berust op het noordoostelijke dialect. De verschillen tussen de Hongaarse dialecten zijn overigens gering. Het meest afwijkend is nog het Hongaars dat wordt gesproken door de Csángó's in Roemeens Moldavië.

### Taalvernieuwing
In de 19e eeuw kwam er een taalvernieuwing op gang die werd gevoed door schrijvers als Ferenc Kazinczy. Deze voegde veel nieuwe woorden toe door streekbegrippen te introduceren in het standaard Hongaars, maar ook door Latijnse begrippen letterlijk te vertalen. Zo werd het Latijnse materia (materiaal) anyag in het Hongaars. Verder droeg hij Hongaarse woorden aan ter vervanging van woorden afkomstig uit de Duitse spreektaal; Krumpli (aardappel) werd bijvoorbeeld burgonya in het Hongaars, en Kellner werd pinczér (tegenwoordig gespeld als pincér).

### Schrift

Hongaars QWERTZ-toetsenbord, zie Ő en Ű

Het Hongaars wordt traditioneel in het Hongaarse alfabet geschreven. De oudste Hongaarse tekst, de zogenaamde Lijkrede (Halotti beszéd) dateert van het einde van de twaalfde eeuw. Het is de oudste bewaard gebleven geschreven tekst in enige Finoegrische taal.
Om de in het klassiek Latijnse alfabet ontbrekende klanken weer te geven worden di- en trigrafen en diakritische tekens gebruikt. Het volledige Hongaarse alfabet bevat 44 "letters".
Voor blinden en slechtzienden is er Hongaars braille.

### Belangrijkste kenmerken
Kenmerkend voor het Hongaars, zoals voor de meeste Finoegrische talen, is dat veel informatie binnen één woord wordt samengebracht door het gebruik van uitgangen (suffixen), die hun zelfstandige betekenis bewaren. Zulke talen worden agglutinerende talen genoemd. Door woorden aan elkaar te "plakken" worden eenvoudig nieuwe woorden gevormd.
Voorbeeld van woordvorming: város (= stad) + térkép (= kaart) → várostérkép = stadsplattegrond.
Voorbeelden van uitgangen: házamban=in mijn huis, látlak=ik zie jou.
Het Hongaars verschilt op een aantal punten duidelijk van het Nederlands:
- de klemtoon valt altijd op de eerste lettergreep van het woord
- de woorden worden vrijwel fonetisch geschreven
- zowel de klinkers als de medeklinkers komen voor in een korte en een lange vorm
- zinnen hebben in het algemeen een dalende zinsmelodie, maar bij beslissingsvragen wijkt deze af
- klinkerharmonie is belangrijk bij de uitgangen voor naamvallen, bij de vervoeging van werkwoorden en bij de woordvorming
- grammaticaal geslacht ontbreekt
- uitgangen bij de verbuiging van naamwoorden, voornaamwoorden en telwoorden lijken sterk op elkaar
- de vervoeging van werkwoorden wordt mede bepaald door de aard van het lijdend voorwerp: de onbepaalde of subjectieve vervoeging en de bepaalde of objectieve vervoeging
- bij de vervoeging van werkwoorden zijn er ook uitgangen voor de persoon, het getal, de tijd, de wijs
- waar in het Nederlands vaak voorzetsels worden gebruikt, heeft het Hongaars achterzetsels en achtervoegsels; deze kunnen ook weer gecombineerd worden met persoonsuitgangen
- nieuwe werkwoorden en naamwoorden kunnen op een regelmatige wijze gevormd worden met behulp van afleidingsuitgangen
- om bezit aan te duiden worden persoonsuitgangen gebruikt in plaats van bezittelijke voornaamwoorden
- na een telwoord staat het zelfstandige naamwoord in het enkelvoud.

Het Nederlands heeft zeer weinig leenwoorden uit het Hongaars. Het Nederlandse woord koets (net als het Spaanse woord coche en het Engelse woord coach) komt uit het Hongaars, van het woord kocsi dat voor auto wordt gebruikt, naar de plaats Kocs waar koetsen gemaakt werden.

## Het Hongaarse alfabet
| De 44 grafemen ('letters') van het Hongaarse alfabet |
| KlinkersA a, Á á, E e, É é, I i, Í í, O o, Ó ó, Ö ö, Ő ő, U u, Ú ú, Ü ü, Ű ű                                                                                     |
| MedeklinkersB b, C c, Cs cs, D d, Dz dz, Dzs dzs, F f, G g, Gy gy, H h, J j, K k, L l, Ly ly, M m, N n, Ny ny, P p, R r, S s, Sz sz, T t, Ty ty, V v, Z z, Zs zs |
| In leenwoorden en verouderdQ q, W w, X x, Y y |

Weergave van de spraakklanken gebeurt met het Hongaarse alfabet. Het Hongaars is altijd met het Latijnse schrift geschreven. De oudste Hongaarse tekst, de zogenaamde Lijkrede (Halotti beszéd) dateert van het einde van de twaalfde eeuw. Het is de oudste bewaard gebleven geschreven tekst in enige Finoegrische taal.
Om de in het Latijnse alfabet ontbrekende klanken weer te geven worden digrafen, trigrafen en diakritische tekens gebruikt. Het Hongaars wordt vrijwel fonetisch geschreven met een alfabet van 44 grafemen ("letters"), waaronder een aantal digrafen ("cs", "dz", "sz") en een trigraaf ("dzs").
De lange klinkers onderscheiden zich van de korte door diakritische tekens (boven de letter geplaatste streepjes) die dus niet een accent voorstellen!
Ook medeklinkers kunnen kort of lang zijn: lange medeklinkers wordt geschreven door een verdubbeling van de korte.
Voorbeelden klinkers: hat=zes vs. hát=rug. Zo heeft de plaatsnaam Kővágószőlős allemaal lange klinkers, en de plaatsnaam Magyarhertelend alleen maar korte klinkers.
Voorbeelden medeklinkers: megy=hij gaat vs. meggy=morel.
Hoewel in woordenboeken de woorden in alfabetische volgorde staan, staan de woorden met korte en met lange klinker bij elkaar.
Voorbeeld: woorden beginnend met a staan gemengd met de woorden beginnend met á, maar woorden beginnend met c staan apart van de woorden beginnend met cs.
Er bestaat een Oud-Hongaars runenschrift (székely–magyar rovásírás), dat tegenwoordig weleens langs de weg wordt toegepast bij de aanduiding van plaatsnamen.
| Hongaars alfabet                             | a | á  | b | c | cs | d | dz | dzs | e | é | ë  | f | g  | gy | h | i | í | j | k | ak | l | ly | m  |
| -------------------------------------------- | - | -- | - | - | -- | - | -- | --- | - | - | -- | - | -- | -- | - | - | - | - | - | -- | - | -- | -- |
| Oud-hongaarse runen Unicode standaardontwerp |   |    |   |   |    |   |    |     |   |   |    |   |    |    |   |   |   |   |   |    |   |    |    |
| Hongaars alfabet                             | n | ny | o | ó | ö  | ő | p  | q   | r | s | sz | t | ty | u  | ú | ü | ű | v | w | x  | y | z  | zs |
| Oud-hongaarse runen Unicode standaardontwerp |   |    |   |   |    |   |    |     |   |   |    |   |    |    |   |   |   |   |   |    |   |    |    |

Het Hongaars braille is afgeleid van unified international braille, maar heeft enkele aanpassingen, waardoor bijvoorbeeld de korte en lange varianten van sommige klinkers elkaars spiegelbeeld zijn.
| a | á  | b | c | cs | d | e | é | f | g | gy | h | i  | í | j | k | l | ly | m  |
| n | ny | o | ó | ö  | ő | p | q | r | s | sz | t | ty | u | ú | ü | ű | v  | zs |

## Klanksysteem

### Klemtoon en intonatie
De klemtoon van een woord ligt op de eerste lettergreep. Dit geldt ook voor lange woorden en voor leenwoorden.
De intonatie van vragende zinnen met een gesloten vraag wijkt af van die van de overige zinnen, inclusief de vraagzinnen met een vraagwoord (bijvoorbeeld: ki=wie, mi=wat, hol=waar, melyik=welke, hogy=hoe). Deze hebben vaak een nauwelijks dalende intonatie, met een stijging bij de voorlaatste lettergreep (voor zover de zin meer dan twee lettergrepen telt, maar ook kortere vraagzinnen van dit type hebben een specifieke intonatie). Ontbreekt deze intonatie, dan wordt de zin niet als vraag opgevat. Overige vraagzinnen en stellende zinnen hebben over het algemeen een dalende intonatie.

### Klinkers

#### Klinkertypen
De Hongaarse klinkers kunnen worden ingedeeld volgens tongstand, ronding, lengte en openheid.
Indeling van de klinkers naar tongstand bij de vorming; de plaats in de mond van articulatie:
- achterklinkers, achter in de mond gevormd of velair: a, á, o, ó, u, ú
- voorklinkers, voor in de mond gevormd of palataal: e, é, i, í, ö, ő, ü, ű

Indeling naar klinker- of lipronding; de mate waarin de lippen zich tijdens de vorming van klinkers in een geronde stand bevinden:
- zonder lipronding: á, e, é, i, í
- met lipronding: a, o, ó, u, ú, ö, ő, ü, ű

Indeling naar lengte (duur) van de klinkers, waarbij lange klinkers dubbel zo lang worden aangehouden als de korte:
- korte klinkers: a, e, i, o, ö, u, ü
- lange klinkers: á, é, í, ó, ő, ú, ű

Halflange en stomme klinkers komen niet voor.
Indeling naar openheid van de klinkers:
- open klinkers: á, e
- halfgesloten klinkers: a, é, o, ó, ö, ő
- gesloten klinkers: i, í, u, ú, ü, ű

#### Klinkerharmonie
| De drie klinkertypen bij de Hongaarse klinkerharmonie |                              |                              |
| klinker- of lipronding                                | articulatieplaats, tongstand | articulatieplaats, tongstand |
| klinker- of lipronding                                | achterklinker, lage klinker  | voorklinker, hoge klinker    |
| zonder ronding                                        | «a», «á»                     | «e», «é», «i», «í»           |
| met ronding                                           | «o», «ó», «u», «ú»           | «ö», «ő», «ü», «ű»           |

Het Hongaars kent klinkerharmonie, waarbij de indelingen naar tongstand en klinkerronding van belang zijn. Klinkerharmonie houdt in dat
1. de klinkers binnen een enkelvoudig woord in beginsel alle voorklinkers of alle achterklinkers zijn.
2. het gebruik van uitgangen bij naamvallen en bij de werkwoordvervoeging hangt af van de (laatste) klinker van de stam van het zelfstandige naamwoord of het werkwoord waaraan de uitgang worden toegevoegd.
Voorbeelden: de woorden fodrászhoz = naar de kapper en találkozunk = wij ontmoeten kennen alleen achterklinkers, terwijl de woorden csütörtökönte = iedere donderdag en üdvözlettel = met achting alleen voorklinkers kennen.

De "neutrale" klinkers i, í en é kunnen binnen de regels van de klinkerharmonie zowel in woorden met voor- als achterklinkers voorkomen.
Voorbeelden van woorden met neutrale klinkers zijn: hideg = koud, hidak = bruggen, teljesít = volledig maken, szárít = (laten) drogen.
Voor samengestelde woorden wordt voor de regel van de klinkerharmonie slechts het laatste deel genomen.
Voorbeelden: Budapest ← Buda + Pest, dus: Budapestre = naar Boedapest; Városliget ← város + liget, dus Városligetnek = aan/van het Városliget.
In leenwoorden (zoals Amszterdam, Amszterdamban = in Amsterdam) zijn soms ook uitzonderingen op de regel van klinkerharmonie: niet altijd bepaalt de laatste lettergreep voor de achtervoegsel welke klinker gebruikt moet worden.
Achter de stam van verschillende woordsoorten (zoals werkwoord, zelfstandig naamwoord) kunnen, rekening houdend met de klinkerharmonie, suffixen, achtervoegsels of uitgangen geplaatst worden. Met het plaatsen van dergelijke uitgangen
- vindt de vervoeging van werkwoorden plaats,
- worden de meervouden gevormd,
- worden naamvallen gevormd, zoals het meewerkend voorwerp (3de naamval of datief) en het lijdend voorwerp (4de naamval of accusatief).

Suffixen voegen zich naar de klinkerharmonie en kunnen in principe alleen klinkers hebben van de klinkercategorie waartoe (de laatste lettergreep van) het voorafgaande woord behoort.
Voorbeelden met het suffix voor -ban,-ben = in: a házban = in het huis, Debrecenben = in Debrecen.
Voorbeelden met het suffix voor -on,-en,-ön = op: az asztalon = op de tafel, a széken = op de stoel, a földön = op de grond.

#### Harmonische vormen, instabiele beginklinkers en bindvocaal
| Voorbeelden harmonische vormen, instabiele beginklinkers en bindvocaal | Voorbeelden harmonische vormen, instabiele beginklinkers en bindvocaal | Voorbeelden harmonische vormen, instabiele beginklinkers en bindvocaal         | Voorbeelden harmonische vormen, instabiele beginklinkers en bindvocaal         | Voorbeelden harmonische vormen, instabiele beginklinkers en bindvocaal                                            | Voorbeelden harmonische vormen, instabiele beginklinkers en bindvocaal         |
| harmonische vormen                                                     | uitgang                                                                | stam                                                                           | stam                                                                           | stam | stam                                                                           |
| harmonische vormen                                                     | uitgang                                                                | verlagende stam (eindigend op medeklinker)                                     | verlagende stam (eindigend op medeklinker)                                     | niet-verlagende stam eindigend op                                                                                 | niet-verlagende stam eindigend op                                              |
| harmonische vormen                                                     | uitgang                                                                | verlagende stam (eindigend op medeklinker)                                     | verlagende stam (eindigend op medeklinker)                                     | medeklinker | klinker                                                                        |
| ---------------------------------------------------------------------- | ---------------------------------------------------------------------- | ------------------------------------------------------------------------------ | ------------------------------------------------------------------------------ | --- | ------------------------------------------------------------------------------ |
| niet- harmonische uitgangen                                            | onveran- derlijk                                                       | -kor (=om, tijdstip) -ért (=wegens) -ig (=tot, plaats, tijd) -é (=die van ...) | -kor (=om, tijdstip) -ért (=wegens) -ig (=tot, plaats, tijd) -é (=die van ...) | -kor (=om, tijdstip) -ért (=wegens) -ig (=tot, plaats, tijd) -é (=die van ...)                                    | -kor (=om, tijdstip) -ért (=wegens) -ig (=tot, plaats, tijd) -é (=die van ...) |
| niet- harmonische uitgangen                                            | beginklinker vervallen (instabiel)                                     |                                                                                |                                                                                | | -m (=mijn) -n (=op) -t (accusatief) -k (meervoud) -nk (=onze)                  |
| twee- harmonische uitgangen                                            | beginklinker verlaagd                                                  | -am/-em (=mijn) -atok/-etek (=jullie) -at,-et (accusatief) -ak,-ek (meervoud)  | -am/-em (=mijn) -atok/-etek (=jullie) -at,-et (accusatief) -ak,-ek (meervoud)  | |                                                                                |
| twee- harmonische uitgangen                                            | beginklinker niet-verlaagd                                             | -unk/-ünk (=onze)                                                              | -unk/-ünk (=onze)                                                              | -unk/-ünk (=onze)                                                                                                 |                                                                                |
| twee- harmonische uitgangen                                            | begin- medeklinker                                                     | -nak/-nek (aan, voor) -val/-vel (=met) -nál/-nél (=bij, plaats)                | -nak/-nek (aan, voor) -val/-vel (=met) -nál/-nél (=bij, plaats)                | -nak/-nek (aan, voor) -val/-vel (=met) -nál/-nél (=bij, plaats)                                                   | -nak/-nek (aan, voor) -val/-vel (=met) -nál/-nél (=bij, plaats)                |
| drie- harmonische uitgangen                                            | beginklinker vervallen (instabiel)                                     | N.B.: -on/-en/-ön (=op)                                                        | N.B.: -on/-en/-ön (=op)                                                        | -om/-em/-öm (=mijn) -otok/-etek/-ötök (=jullie) -on/-en/-ön (=op) -ot/-et/-öt (accusatief) -ok/-ek/-ök (meervoud) | -tok/-tek/-tök (=jullie)                                                       |
| drie- harmonische uitgangen                                            | begin- medeklinker                                                     | -hoz/-hez/-höz (=naar) -szor/-szer/-ször (=-maal)                              | -hoz/-hez/-höz (=naar) -szor/-szer/-ször (=-maal)                              | -hoz/-hez/-höz (=naar) -szor/-szer/-ször (=-maal)                                                                 | -hoz/-hez/-höz (=naar) -szor/-szer/-ször (=-maal)                              |

Een uitgang kan gezet worden achter zelfstandige naamwoorden, maar ook bijvoorbeeld achter zelfstandig gebruikte telwoorden en bijvoeglijke naamwoorden.
Op grond van de klinkerharmonie worden verschillende typen uitgangen onderscheiden. Daarbij speelt ook de aard van de stam en van de uitgang zelf een rol.
1. Bij niet-harmonische vormen is er slechts een vorm van de uitgang. Voorbeelden van dergelijke uitgangen zijn:
-kor=om (temporalis)
-ért=wegens (causalis-finalis)
-ig=tot (terminatief, plaats en tijd)
-é=die van ....
2. De twee-harmonische vormen komen het meeste voor. De keuze uit de twee alternatieve vormen hangt af van de klinkers in de stam waarachter deze wordt geplaatst, maar als de stam eindigt op een klinker en de uitgang begint met een instabiele klinker, kan deze laatste vervallen. Voorbeelden zijn:
-nek/-nak=voor, aan (datief)
-val/-vel=met (associatief)
-unk/-ünk=onze (possessiefsuffix), maar de beginklinker vervalt bij stammen eindigend op een klinker zodat de uitgang wordt: -nk=onze
3. De drie-harmonische vormen zijn er in twee typen:
  - een drie-harmonische uitgang met een onveranderlijke drie-harmonische uitgang, zoals:
-hoz/-hez/-höz=naar (allatief)
-szor/-szer/-ször=-maal (multiplicatief)
  - een drie-harmonische uitgang met instabiele beginklinker. Deze uitgang kan wijzigen als de stam verlagend is tot twee-harmonische vorm, of de instabiele beginklinker kan vervallen als de stam op een klinker eindigt. Voorbeelden zijn:
-om/-em/-öm=mijn (possessiefsuffix), dit wordt achter een verlagende stam: -am/-em; en achter een klinker: -m
-otok/-etek/-ötök=jullie (possessiefsuffix), dit wordt achter een verlagende stam: -atok/-etek; en achter een klinker: -tok/-tek/-tök
-on/-en/-ön=op (superessief), dit blijft zo achter een verlagende stam; achter een klinker: -n
-ot/-et/-öt (accusatief), dit wordt achter een verlagende stam: -at/-et; en achter een klinker: -t
-ok/-ek/-ök (meervoud), dit wordt achter een verlagende stam: -ak/-ek; en achter een klinker: -k

Vaak wordt de instabiele beginklinker van uitgangen als "bindvocaal" beschouwd, waarbij de verkorte vorm van de uitgang wordt gegeven. De "bindvocaal" is dan -o-, -e-, -ö- of -a-, en wordt er geen aandacht geschonken aan "verlagende stammen".
Verlagende stammen zijn vaak zelf ook onregelmatig. In het woordenboek staat dit aangegeven met een voorbeeld van een verlaagde bindvocaal -a-, bijvoorbeeld -at.

#### Verlagende stammen
Verlagende stammen zijn stammen die de vorm van toe te voegen uitgangen (zoals voor meervoud, de accusatief, bezitsaanduiding) in samenhang met de klinkerharmonie veranderen, waarbij de klinker van de uitgang ontrond en verschuift van een hogere naar een lagere klinker (ö→e of o→a). Dit vindt onder andere plaats bij:
- een groot aantal zelfstandige naamwoorden, waarvan veel ook een veranderlijke stam hebben
- sommige zelfstandig gebruikte telwoorden, bijvoorveeld: három=drie, hármat=drieaccusatief
- zelfstandig gebruikte bijvoeglijke naamwoorden, bijvoorbeeld piros=rood, A pirosat kérem=Ik wil de rode.; vörös=rood, Iszom egy vöröset=Ik drink een rode.

Niet alleen stammen kunnen verlagend zijn, maar ook enkele uitgangen:
- alle meervouden van zelfstandige naamwoorden, bijvoorbeeld: kutyák=honden, kutyákat=hondenaccusatief
- alle bezitsuitgangen van zelfstandige naamwoorden, bijvoorbeeld: kutyám=mijn hond, kutyámat=mijn hondaccusatief

Na een verlagende stam komen aangepaste uitgangen voor van enkele drie-harmonische vormen met "instabiele beginklinker" (deze wordt ook vaak "bindklinker" genoemd). Deze beginklinkers van uitgangen kunnen vervallen (bijvoorbeeld na een stam die eindigt op een klinker), of worden vervangen door verlaagde twee-harmonische vormen. Voorbeelden: orr=neus, orram=mijn neus, fül=oor, füled=jouw oor.
| Uitgangen en onveranderlijke, verlagende of alternerende stammen van naamwoorden, telwoorden, achterzetsels |                                                    |                                                    |                              |                                                                                                   |                                     |                                     |                                     |                                              |
| Stam van: naamwoorden, telwoorden, achterzetsels ↓                                                          | Stam van: naamwoorden, telwoorden, achterzetsels ↓ | Stam van: naamwoorden, telwoorden, achterzetsels ↓ |                              | Uitgangen, suffixen, achtervoegsels                                                               | Uitgangen, suffixen, achtervoegsels | Uitgangen, suffixen, achtervoegsels | Uitgangen, suffixen, achtervoegsels | Uitgangen, suffixen, achtervoegsels          |
| Stam van: naamwoorden, telwoorden, achterzetsels ↓                                                          | Stam van: naamwoorden, telwoorden, achterzetsels ↓ | Stam van: naamwoorden, telwoorden, achterzetsels ↓ | met beginklinker             | met beginklinker                                                                                  | met beginklinker                    | met beginklinker                    | met begin- medeklinker              |                                              |
| Stam van: naamwoorden, telwoorden, achterzetsels ↓                                                          | Stam van: naamwoorden, telwoorden, achterzetsels ↓ | Stam van: naamwoorden, telwoorden, achterzetsels ↓ | 3-harmonisch meest instabiel | 2-harmonisch instabiel                                                                            | accusatief 3-harmonisch instabiel   | stabiel 1-harmonisch                | met begin- medeklinker              |                                              |
| Stam van: naamwoorden, telwoorden, achterzetsels ↓                                                          | Stam van: naamwoorden, telwoorden, achterzetsels ↓ | Stam van: naamwoorden, telwoorden, achterzetsels ↓ | voorbeelden → ↓              | -ok/-ek/-ök, -ak/-ek, k -om/-em/-öm, -am/-em, -m -odik/-edik/-ödik, -adik/-edik -on/-en/-ön, -n ! | -unk/-ünk, -nk                      | -ot/-et/-öt, -at/-et, -t            | -é, -ig, -ért                       | -hoz/-hez/-höz -nál/-nél -ban/-ben -val/-vel |
| Eindklinker -a/-e standaard verlengend -á/-é                                                                | Eindklinker -a/-e standaard verlengend -á/-é       | Eindklinker -a/-e standaard verlengend -á/-é       | kutya = hond                 | kutyák                                                                                            | kutyánk                             | kutyát                              | kutyáé                              | kutyához                                     |
| Eindklinker -a/-e standaard verlengend -á/-é                                                                | Eindklinker -a/-e standaard verlengend -á/-é       | Eindklinker -a/-e standaard verlengend -á/-é       | lecke = les                  | leckék                                                                                            | leckénk                             | leckét                              | leckéért                            | leckével                                     |
| Onveranderlijke stam                                                                                        | Onveranderlijke stam                               | eindklinker niet verlengend (niet -a/-e)           | holló = raaf                 | hollók                                                                                            | hollónk                             | hollót                              | hollóé                              | hollóval                                     |
| Onveranderlijke stam                                                                                        | Onveranderlijke stam                               | eindklinker niet verlengend (niet -a/-e)           | kocsi = wagen                | kocsim                                                                                            | kocsink                             | kocsit                              | kocsiig                             | kocsiban                                     |
| Onveranderlijke stam                                                                                        | Onveranderlijke stam                               | eindklinker niet verlengend (niet -a/-e)           | fésű = kam                   | fésűn                                                                                             | fésűnk                              | fésűt                               | fésűért                             | fésűhöz                                      |
| Onveranderlijke stam                                                                                        | Onveranderlijke stam                               | regelmatig (standaard)                             | nap = dag, zon               | napod                                                                                             | napunk                              | napot                               | napig                               | napal                                        |
| Onveranderlijke stam                                                                                        | Onveranderlijke stam                               | regelmatig (standaard)                             | kert = tuin                  | kerted                                                                                            | kertünk                             | kertet                              | kerté                               | kertel                                       |
| Onveranderlijke stam                                                                                        | Onveranderlijke stam                               | regelmatig (standaard)                             | öt = 5, vijf                 | ötödik                                                                                            | ötünk                               | öt                                  | ötig                                | öthöz                                        |
| Onveranderlijke stam                                                                                        | Onveranderlijke stam                               | regelmatig (standaard)                             | bőrönd = koffer              | bőröndötök                                                                                        | bőröndünk                           | bőröndöt                            | bőröndért                           | bőröndben                                    |
| Onveranderlijke stam                                                                                        | Onveranderlijke stam                               | regelmatig, accusatief ingekort                    | lány = meisje                | lányok                                                                                            | lányunk                             | lányt                               | etcetera és a többiek               | etcetera és a többiek                        |
| Onveranderlijke stam                                                                                        | Onveranderlijke stam                               | regelmatig, accusatief ingekort                    | kés = mes                    | kések                                                                                             | késünk                              | kést                                | etcetera és a többiek               | etcetera és a többiek                        |
| Onveranderlijke stam                                                                                        | Onveranderlijke stam                               | regelmatig, accusatief ingekort                    | gőz = damp                   | gőzök                                                                                             | gőzünk                              | gőzt                                | etcetera és a többiek               | etcetera és a többiek                        |
| Onveranderlijke stam                                                                                        | Onveranderlijke stam                               | verlagende stam                                    | fal = muur                   | falak, falon                                                                                      | falunk                              | falat                               | etcetera és a többiek               | etcetera és a többiek                        |
| Onveranderlijke stam                                                                                        | Onveranderlijke stam                               | verlagende stam                                    | fej = hoofd                  | fejem, fejen                                                                                      | fejünk                              | fejet                               | etcetera és a többiek               | etcetera és a többiek                        |
| Onveranderlijke stam                                                                                        | Onveranderlijke stam                               | verlagende stam                                    | szög = spijker, hoek         | szögek, szögön                                                                                    | szögünk                             | szöget                              | etcetera és a többiek               | etcetera és a többiek                        |
| Onveranderlijke stam                                                                                        | Onveranderlijke stam                               | verlagend bijna alle bijvoeglijke naamwoorden      | piros = rood                 | pirosak, piroson                                                                                  | pirosunk                            | pirosat                             | etcetera és a többiek               | etcetera és a többiek                        |
| Onveranderlijke stam                                                                                        | Onveranderlijke stam                               | verlagend bijna alle bijvoeglijke naamwoorden      | fehér = wit                  | fehérek, fehéren                                                                                  | fehérünk                            | fehéret                             | etcetera és a többiek               | etcetera és a többiek                        |
| Onveranderlijke stam                                                                                        | Onveranderlijke stam                               | verlagend bijna alle bijvoeglijke naamwoorden      | zöld = groen                 | zöldek, zöldön                                                                                    | zöldünk                             | zöldet                              | etcetera és a többiek               | etcetera és a többiek                        |
| Alter- nerende (verander- lijke) stam                                                                       | klinker- verliezend                                | (niet verlagend)                                   | dolog = ding                 | dolgok                                                                                            | dolgunk                             | dolgot                              | etcetera és a többiek               | etcetera és a többiek                        |
| Alter- nerende (verander- lijke) stam                                                                       | klinker- verliezend                                | (niet verlagend)                                   | eper = aardbei               | eprek                                                                                             | eprünk                              | epret                               | etcetera és a többiek               | etcetera és a többiek                        |
| Alter- nerende (verander- lijke) stam                                                                       | klinker- verliezend                                | (niet verlagend)                                   | köröm = nagel                | körmök                                                                                            | körmünk                             | körmöt                              | etcetera és a többiek               | etcetera és a többiek                        |
| Alter- nerende (verander- lijke) stam                                                                       | klinker- verliezend                                | verlagende stam                                    | bátor = dappere              | bátrak                                                                                            | bátrunk                             | bátrat                              | etcetera és a többiek               | etcetera és a többiek                        |
| Alter- nerende (verander- lijke) stam                                                                       | klinker- verliezend                                | verlagende stam                                    | három = 3, drie              | harmadik                                                                                          | hármunk                             | hármat                              | etcetera és a többiek               | etcetera és a többiek                        |
| Alter- nerende (verander- lijke) stam                                                                       | klinker- verliezend                                | verlagende stam                                    | birodalom = rijk             | birodalmak                                                                                        | birodalmunk                         | birodalmat                          | etcetera és a többiek               | etcetera és a többiek                        |
| Alter- nerende (verander- lijke) stam                                                                       | klinker- verliezend                                | verlagende stam                                    | érzelem = gevoel, emotie     | érzelmek                                                                                          | érzelmünk                           | érzelmet                            | etcetera és a többiek               | etcetera és a többiek                        |
| Alter- nerende (verander- lijke) stam                                                                       | klinker- verliezend                                | letter- omwisseling                                | pehely = vlok                | pelyhek                                                                                           | pelyhünk                            | pelyhet                             | etcetera és a többiek               | etcetera és a többiek                        |
| Alter- nerende (verander- lijke) stam                                                                       | klinker- verliezend                                | letter- omwisseling                                | teher = gewicht              | terhek                                                                                            | terhünk                             | terhet                              | etcetera és a többiek               | etcetera és a többiek                        |
| Alter- nerende (verander- lijke) stam                                                                       | klinkerverkortende, verlagende stam                | klinkerverkortende, verlagende stam                | madár = vogel                | madarak                                                                                           | madarunk                            | madarat                             | etcetera és a többiek               | etcetera és a többiek                        |
| Alter- nerende (verander- lijke) stam                                                                       | klinkerverkortende, verlagende stam                | klinkerverkortende, verlagende stam                | egér = muis                  | egerek                                                                                            | egerünk                             | egeret                              | etcetera és a többiek               | etcetera és a többiek                        |
| Alter- nerende (verander- lijke) stam                                                                       | klinkerverkortende, verlagende stam                | klinkerverkortende, verlagende stam                | tűz = vuur                   | tüzek                                                                                             | tüzünk                              | tüzet                               | etcetera és a többiek               | etcetera és a többiek                        |
| Alter- nerende (verander- lijke) stam                                                                       | v-stam, verlagend                                  | v-toevoegend, eindklinker- verkortend              | ló = paard                   | lovak                                                                                             | lovunk                              | lovat                               | etcetera és a többiek               | etcetera és a többiek                        |
| Alter- nerende (verander- lijke) stam                                                                       | v-stam, verlagend                                  | v-toevoegend, eindklinker- verkortend              | cső                          | csövek                                                                                            | csövünk                             | csövet                              | etcetera és a többiek               | etcetera és a többiek                        |
| Alter- nerende (verander- lijke) stam                                                                       | v-stam, verlagend                                  | v-toevoegend, eindklinker- verkortend              | fű = gras                    | füvek                                                                                             | füvünk                              | füvet                               | etcetera és a többiek               | etcetera és a többiek                        |
| Alter- nerende (verander- lijke) stam                                                                       | v-stam, verlagend                                  | v-toevoegend, ontrondend                           | hó = sneeuw                  | -                                                                                                 |                                     | havat, hót                          | etcetera és a többiek               | etcetera és a többiek                        |
| Alter- nerende (verander- lijke) stam                                                                       | v-stam, verlagend                                  | v-toevoegend, ontrondend                           | tó = meer                    | tavak                                                                                             | tavunk                              | tavat                               | etcetera és a többiek               | etcetera és a többiek                        |
| Alter- nerende (verander- lijke) stam                                                                       | v-stam, verlagend                                  | eindklinker in v veranderend                       | falu = dorp                  | falvak, faluk                                                                                     | falunk                              | falut !                             | etcetera és a többiek               | etcetera és a többiek                        |
| Alter- nerende (verander- lijke) stam                                                                       | v-stam, verlagend                                  | eindklinker in v veranderend                       | tetű = luis                  | tetvek                                                                                            | tetűnk                              | tetűt !, (tetvet)                   | etcetera és a többiek               | etcetera és a többiek                        |
| Alter- nerende (verander- lijke) stam                                                                       | bij bezit 3de persoon enkelvoud                    | eindklinker                                        | stam (enkelvoud)             | meervoud                                                                                          | bezitssuffix 3depers.               | bezitssuffix 3depers.               | etcetera és a többiek               | etcetera és a többiek                        |
| Alter- nerende (verander- lijke) stam                                                                       | bij bezit 3de persoon enkelvoud                    | ontrondend                                         | ajtó = deur                  | ajtók                                                                                             | ajtaja                              | ajtaja                              | etcetera és a többiek               | etcetera és a többiek                        |
| Alter- nerende (verander- lijke) stam                                                                       | bij bezit 3de persoon enkelvoud                    | ontrondend                                         | erdő = bos                   | erdők                                                                                             | erdeje                              | erdeje                              | etcetera és a többiek               | etcetera és a többiek                        |
| Alter- nerende (verander- lijke) stam                                                                       | bij bezit 3de persoon enkelvoud                    | alternerend                                        | borju = kalf                 | borjuk                                                                                            | borja                               | borja                               | etcetera és a többiek               | etcetera és a többiek                        |
| Alter- nerende (verander- lijke) stam                                                                       | bij bezit 3de persoon enkelvoud                    | alternerend                                        | varju = kraai                | varjuk                                                                                            | varja                               | varja                               | etcetera és a többiek               | etcetera és a többiek                        |

#### Alternerende stammen
Een alternerende of veranderlijke stam verandert onder invloed van een toegevoegde uitgang. Een dergelijke stam is veelal ook een verlagende stam. Deze woorden moeten in het algemeen worden opgezocht in het woordenboek.
Als standaard wordt beschouwd dat de stam niet verandert onder invloed van een uitgang, en dat van de uitgang de eventueel aanwezige instabiele beginklinker (ook wel bindklinker genoemd) vervalt na een stam eindigend op een klinker.
Voorbeelden van onveranderlijke stam zonder verlies van de beginklinker van de uitgang: nap→napot (zon, dag, 4de naamval), kert→kertek (tuin, tuinen), bőrönd→bőröndök (koffer, koffers).
Voorbeelden van onveranderlijke stam met verlies van de beginklinker van de uitgang: holló→hollót (raaf), 4de naamval, kocsi→kocsik (auto, auto's).
De standaard uitzondering is dat als de stam eindigt op -a/-e, deze eindklinkers worden verlengd tot -á/-é en de instabiele beginklinker van de uitgang vervalt.
Voorbeelden: kutya→kutyát (hond, 4de naamval), lecke→leckét (les, 4de naamval).
Veranderlijke stammen komen voor bij zelfstandige naamwoorden, maar ook bijvoorbeeld bij sommige bijvoeglijke naamwoorden en telwoorden. Een speciale groep vormen de stammen die veranderlijk zijn bij een derde persoon bezitsuitgang.
Het bovenstaande gaat in het algemeen op bij meervouden en bij bezitsuitgangen. De 4de naamval voor het lijdend voorwerp wordt standaard aangegeven door -ot/-et/-öt. Bij verlagende stammen worden de uitgangen -at/-et. Dit geldt onder andere achter meervoudsuitgangen, bezitsuitgangen, zelfstandig gebruikt bijvoeglijke naamwoorden en achter veel zelfstandige naamwoorden. De instabiele beginklinker van de uitgang vervalt en wordt -t achter een stam eindigend op een klinker of achter een niet-verlagende stam, eindigend op -sz, -z, -s, -zs, -j, -ly, -l, -r, -n, -ny.

### Medeklinkers
| medeklinkers met van Nederlands afwijkende uitspraak |                     |                    |
| Medeklinker                                          | Uitspraak           | Lange medeklinkers |
| c                                                    | ts                  | cc                 |
| cs                                                   | tsj                 | ccs                |
| dzs                                                  | dzj                 | ddzs               |
| gy                                                   | dj                  | ggy                |
| ly                                                   | j                   | lly                |
| ny                                                   | nj                  | nny                |
| s                                                    | sj (maar palataler) | ss                 |
| sz                                                   | s                   | ssz                |
| ty                                                   | tj                  | tty                |
| zs                                                   | zj (maar palataler) | zzs                |

Ook de medeklinkers kunnen allemaal kort of lang zijn. Lange medeklinkers worden dubbel geschreven en ook dubbel lang aangehouden.
De medeklinkers worden ongeveer zo uitgesproken als in het Nederlands, behalve in een aantal gevallen (zie tabel).
Stemhebbende medeklinkers behouden hun stem ook aan het woordeinde; een woord als ad ("hij/zij/het geeft") wordt dus uitgesproken met een [d] op het eind, en niet als [at], zoals men in het Nederlands zou doen.

## Grammaticale karakteristieken van het Hongaars

### Agglutinatie
Kenmerkend voor de meeste Finoegrische talen en zeker ook voor het Hongaars is dat veel informatie binnen één woord wordt samengebracht. Zulke talen worden agglutinerende talen genoemd. De constructie "in mijn huis" luidt in het Hongaars házamban, "ik zie jou" luidt látlak.
Eveneens kan men meestal zonder probleem woorden aan elkaar "plakken' tot samengestelde woorden, bijvoorbeeld város + térkép: várostérkép, "stadsplattegrond".

### Grammaticaal geslacht
Het Hongaars kent geen grammaticaal geslacht, dus geen notie van mannelijk, vrouwelijk of onzijdig. Zelfs is er, net zoals bijvoorbeeld in het Fins, maar één woord dat zowel "hij", "zij" als "het" kan aanduiden: ő. Zo kan "ő szép" zowel: "hij is mooi" als "zij is mooi" betekenen.

### Volgorde: meest significante eerst
Voor bepalingen geldt in het Hongaars dat men eerst het meest significante weergeeft, terwijl een verdere precisering of detaillering consequent later volgt. Voorbeelden daarvan zijn:
- Persoonsnamen. Aangezien een voornaam een nadere precisering is bij een achternaam, aangezien een individu een groter detail is dan een familie, staan persoonsnamen vanuit Nederlands gezichtspunt in "omgekeerde" volgorde: Béla Bartók heet in het Hongaars Bartók Béla. Dit doet men in beginsel alleen voor Hongaarse namen maar niet voor niet-Hongaarse namen: Johan Cruijff heet ook zo in het Hongaars.
- Datums. In datums schrijft men eerst het jaartal, dan de maand, dan de dag. Zo staat 1973 május 27., 1973.V.27. of 1973.05.27. voor 27 mei 1973. De punt achter de dag betekent dat het om een rangtelwoord gaat.

### Hoofdletters
Het Hongaars kent hoofd- en kleine letters net als het Nederlands. Zinnen beginnen net als in het Nederlands met een hoofdletter. In het Hongaars beginnen op woordniveau alleen eigennamen met een hoofdletter, maar bijvoorbeeld niet de gerelateerde bijvoeglijke naamwoorden, net zomin als benamingen van talen. Zo schrijft men Magyarország "Hongarije" met een hoofdletter, maar gebruikt men in a magyar város "de Hongaarse stad" en Sándor jól beszél magyarul "Sándor spreekt goed Hongaars" geen hoofdletters voor "Hongaarse" resp. "Hongaars". Bij gebruik van een achtervoegsel blijft een hoofdletter behouden, bijvoorbeeld én Debrecenben vagyok "ik ben in Debrecen".
Namen van maanden en weekdagen schrijft men net als het Nederlands met een kleine letter, bijvoorbeeld május "mei" en csütörtök "donderdag".

### Naamvallen en uitgangen
| Hongaarse naamvallen en uitgangen | Hongaarse naamvallen en uitgangen | Hongaarse naamvallen en uitgangen | Hongaarse naamvallen en uitgangen | Hongaarse naamvallen en uitgangen |
| Naamval: | Uitgang bij stamtypen:            | Uitgang bij stamtypen:            | Uitgang bij stamtypen:            | Naamvalgroep                      |
| Naamval: | standaard                         | verlagend                         | eindklinker+ niet-verlagend       | Naamvalgroep                      |
| --- | --------------------------------- | --------------------------------- | --------------------------------- | --------------------------------- |
| ablatief | -tól, -től                        | -tól, -től                        | -tól, -től                        | lokaalsuffix                      |
| accusatief | -ot, -et, -öt                     | -at, -et                          | -t                                | syntactische naamval              |
| adessief | -nál, -nél                        | -nál, -nél                        | -nál, -nél                        | lokaalsuffix                      |
| allatief | -hoz, -hez, -höz                  | -hoz, -hez, -höz                  | -hoz, -hez, -höz                  | lokaalsuffix                      |
| associatief (comitatief) | -ostul, -estül, -östül            | -astul, -estül                    | -stul, -stül                      | instrument, doel en resultaat     |
| causalis-finalis | -ért                              | -ért                              | -ért                              | instrument, doel en resultaat     |
| datief | -nak, -nek                        | -nak, -nek                        | -nak, -nek                        | syntactische naamval              |
| delatief | -ról, -ről                        | -ról, -ről                        | -ról, -ről                        | lokaalsuffix                      |
| distributief | -onként, -enként, -önként         | -anként, -enként                  | -nként                            | restgroep                         |
| distributief | -onkint, -enkint, -önkint         | -ankint, -enkint                  | -nkint                            | restgroep                         |
| distributief- temporalis | -onta, -ente, -önte               | -onta, -ente, -önte               | -nta, -nte                        | tijdssuffix                       |
| elatief | -ból, -ből                        | -ból, -ből                        | -ból, -ből                        | lokaalsuffix                      |
| essief-modalis essief | -ul, -ül                          | -ul, -ül                          | -l                                | restgroep                         |
| essief-formalis formalis | -ként, -képp, -képpen             | -ként, -képp, -képpen             | -ként, -képp, -képpen             | restgroep                         |
| illatief | -ba, -be                          | -ba, -be                          | -ba, -be                          | lokaalsuffix                      |
| inessief | -ban, -ben                        | -ban, -ben                        | -ban, -ben                        | lokaalsuffix                      |
| instrumentalis, sociatief, (comitatief) | -val, -vel1                       | -val, -vel1                       | -val, -vel1                       | instrument, doel en resultaat     |
| multiplicatief | -szor, -szer, -ször               | -szor, -szer, -ször               | -szor, -szer, -ször               | restgroep                         |
| nominatief | ø                                 | ø                                 | ø                                 | syntactische naamval              |
| sublatief | -ra, -re                          | -ra, -re                          | -ra, -re                          | lokaalsuffix                      |
| superessief | -on, -en, -ön                     | -on, -en, -ön                     | -n                                | lokaalsuffix                      |
| temporalis | -kor                              | -kor                              | -kor                              | tijdssuffix                       |
| terminatief | -ig                               | -ig                               | -ig                               | tijdssuffix                       |
| translatief | -vá, -vé2                         | -vá, -vé2                         | -vá, -vé2                         | instrument, doel en resultaat     |
| 1: de begin-v van -val/-vel past zich aan aan de eindklinker van de stam 2: de begin-v van -vá/-vé past zich aan aan de eindklinker van de stam |                                   |                                   |                                   |                                   |

Hongaarse naamvallen en uitgangen (achtervoegsels of suffixen) worden gebruikt om de grammaticale functie van een woord in de zin aan te geven. De verschillende uitgangen kunnen in veel gevallen achter elkaar worden "geplakt", vandaar dat Hongaars een agglutinatieve taal wordt genoemd. De woorden kunnen daardoor lang worden. Bij het vertalen is het dan zaak de stukjes te kunnen bepalen. Het veelvuldig gebruik van achtervoegsels is de aanleiding te zeggen dat het Hongaars veel naamvallen heeft; tot een twintigtal, afhankelijk van de interpretatie.
Er zijn uitgangen voor de naamvallen, zoals:
- het meewerkend voorwerp (3de naamval of datief): -nak/-nek = aan, voor (A napnak = Aan/Voor de zon, A kertnek = Aan/Voor de tuin, A bőröndnek = Aan/Voor de koffer)
- het lijdend voorwerp (4de naamval of accusatief): -ot/-et/-öt (Napot = Dag, zon, Kertet = Tuin, Bőröndöt = Koffer; Barátot = Vriend)
- de multiplicatief: -szor/-szer/-ször = maal, keer (Hányszor? = Hoeveel keer?, Kétszer = Tweemaal, Ötször = Vijfmaal)

Een grote groep naamvallen heeft betrekking op plaats en richting, bijvoorbeeld:
- de inessief: -ban/-ben = in (A házban = In het huis, Debrecenben = In Debrecen)
- de elatief: -ból,-ből = uit (A házból = Het huis uit, Debrecenből = Debrecen uit)
- de superessief: -on/-en/-ön = op (Az asztalon = Op de tafel, A széken = Op de stoel, A földön = Op de grond)

Daarnaast zijn er uitgangen onder andere:
1. voor de vorming van meervouden[21][22]: -ok/-ek/-ök (napok = dagen; kertek = tuinen; bőröndök = koffers; barátok = vrienden)
2. bezitsuitgangen[23][24]: -om/-em/-öm = mijn, -od/-ed/-öd = jouw, etc. (napom = mijn dag; kertjeink = onze tuinen; bőröndöd = jouw koffer; barátaid = jouw vrienden)
3. de vervoeging van werkwoorden:[25][26] -ok/-ek/-ök (1ste persoon enkelvoud, onbepaalde vervoeging); geen uitgang, hier weergegeven met ø (3ste persoon enkelvoud, onbepaalde vervoeging, de werkwoordstam die in het woordenboek staat). Naast het gebruik van uitgangen voor naamvallen worden uitgangen ook gebruikt bij de vervoeging van werkwoorden. Er zijn verschillende reeksen persoonsuitgangen voor de onbepaalde en bepaalde vervoeging in de verschillende tijden en wijzen. Ook hier zijn veel uitgangen nog afhankelijk van de klinkerharmonie en van de laatste letter van de werkwoordstam. Bezitsuitgangen en persoonsuitgangen lijken voor een deel sterk op elkaar. (látok = ik zie, lát = hij ziet, látja = hij ziet [het]; nézek = ik kijk, néz = hij/zij kijkt)
4. de woordvorming[27]: vorming van een bijwoord uit een bijvoeglijk naamwoord, bijvoorbeeld: -ul/-ül, vorming van een zelfstandig naamwoord, bijvoorbeeld: -ság/-ség (magyarul = Hongaars, op z'n Hongaars; görögül = Grieks, op z'n Grieks; barátság = vriendschap → barátságos = vriendschappelijk; segítség = hulp)

### Zelfstandig naamwoord
| Stammen van zelfstandige naamwoorden en uitgangen | Stammen van zelfstandige naamwoorden en uitgangen | Stammen van zelfstandige naamwoorden en uitgangen | Stammen van zelfstandige naamwoorden en uitgangen | Stammen van zelfstandige naamwoorden en uitgangen |
| ------------------------------------------------- | ------------------------------------------------- | ------------------------------------------------- | ------------------------------------------------- | ------------------------------------------------- |
| ↓ stam-klassen ↓                                  | ↓ de stam en invloed ↓                            | ↓ de stam en invloed ↓                            | Voorbeelden meervouden                            | Voorbeelden meervouden                            |
| ↓ stam-klassen ↓                                  | niet-verlagend                                    | verlagend                                         | niet-verlagend                                    | verlagend                                         |
| -a/-e stam (standaard)                            | eindklinker -a/-e → -á/-é                         | eindklinker -a/-e → -á/-é                         | kutya→kutyák lecke→leckék                         | kutya→kutyák lecke→leckék                         |
| onveranderlijke stam (standaard)                  | met eind- medeklinker                             | verlagende stam                                   | nap→napok kert→kertek bőrönd→bőröndök             | fal→falak szög→szögek                             |
| onveranderlijke stam (standaard)                  | met eindklinker niet -a/-e                        | met eindklinker niet -a/-e                        | holló→hollók kocsi→kocsik fésű→fésűk              | holló→hollók kocsi→kocsik fésű→fésűk              |
| alternerende stam                                 | tussenklinker-verliezend                          | tussenklinker-verliezend                          | dolog→dolgok eper→eprek köröm→körmök              | sátor→sátrak érzelem→érzelmek                     |
| alternerende stam                                 | letterverwisseling                                | letterverwisseling                                | pehely→pelyhek teher→terhek                       | pehely→pelyhek teher→terhek                       |
| alternerende stam                                 |                                                   | tussenklinker- verkortend                         |                                                   | madár→madarak egér→egerek tűz→tüzek               |
| alternerende stam                                 | eindklinker lang +v                               | mű→művek                                          |                                                   |                                                   |
| alternerende stam                                 | eindklinker- verkortend +v                        | ló→lovak fű→füvek                                 |                                                   |                                                   |
| alternerende stam                                 | eindklinker ontrondend +v                         | hó→havat tó→tavak                                 |                                                   |                                                   |
| alternerende stam                                 | eindklinker veranderend →v                        | falu→falvak tetű→tetvek                           |                                                   |                                                   |

Zelfstandige naamwoorden zijn woorden voor dingen en begrippen waar je een lidwoord voor kunt zetten. Ze geven in een zin personen of voorwerpen aan, maar ook een toestanden, handelingen, ideeën of instellingen. Eigennamen (György, Budapest, ABC) zijn bijzondere zelfstandige naamwoorden, waarvoor je geen lidwoord zet. In het Hongaars bestaan zelfstandige naamwoorden uit een stam, die gecombineerd kunnen worden met voorafgaande woorden en achtervoegsels en achterzetsels.
De stam van een zelfstandig naamwoord is gewoonlijk stabiel wanneer er uitgangen achter worden geplaatst. De opvallende afwijkingen zijn als volgt in te delen:
- verlagende stammen hebben invloed op de vorm van bepaalde uitgangen, met name op de drie-harmonische uitgangen met instabiele beginklinker.
- alternerende stammen zijn veranderlijk, afhankelijk van de uitgang. Er kan onder andere klinkerverkorting, klinkerverlies, of verandering van eindklinker optreden. Veel alternerende stamtypen zijn daarnaast ook verlagend.

#### Stammen, uitgangen en klinkerharmonie
Zelfstandige naamwoorden bestaan uit een stam, vaak met een of meer uitgangen (achtervoegsels, suffixen) volgens de regels van de klinkerharmonie. Als er meer dan een harmonische vorm is van de betreffende uitgang, moet een keuze gemaakt worden op grond van de regels voor de klinkerharmonie. Bij enkelvoudige woorden bepaalt de klinker van de stam of van de laatste lettergreep gewoonlijk de vorm van de uitgangen.
De stam van het zelfstandig naamwoord is in de meeste gevallen onveranderlijk (stabiel), maar in uitzonderingsgevallen is de stam 'alternerend' bij toevoeging van een uitgang, en zijn bijvoorbeeld de meervoudsvormen onregelmatig. Daarnaast heeft een aantal stammen weer invloed op de vorm van de uitgangen.
| Stammen van zelfstandige naamwoorden, uitgangen en klinkerharmonie | Stammen van zelfstandige naamwoorden, uitgangen en klinkerharmonie | Stammen van zelfstandige naamwoorden, uitgangen en klinkerharmonie | Stammen van zelfstandige naamwoorden, uitgangen en klinkerharmonie | Stammen van zelfstandige naamwoorden, uitgangen en klinkerharmonie | Stammen van zelfstandige naamwoorden, uitgangen en klinkerharmonie |
| ↓ stammen van naamwoorden | ↓ stammen van naamwoorden | ↓ uitgang of suffix | ↓ uitgang of suffix | ↓ uitgang of suffix | voorbeelden |
| ↓ stammen van naamwoorden | ↓ stammen van naamwoorden | begint met medeklinker | begint met beginklinker | begint met beginklinker | voorbeelden |
| ↓ stammen van naamwoorden | ↓ stammen van naamwoorden | begint met medeklinker | -é, -ig, -ért | instabiele beginklinker of verlagende stam | voorbeelden |
| --- | --- | --- | --- | --- | --- |
| voorbeelden → | voorbeelden → | -nál/-nél -val/-vel -hoz,-hez,-höz -ban,-ben | -é -ig -ért | -ot,-et,-öt→-at,-et→-t -ok,-ek,-ök→-ak,-ek→-k -om,-em,-öm→-am,-em→-m -on,-en,-ön→-an,-en→-n                                                                                   | voorbeelden |
| op -a/-e eindigende stam (aanpassing naar -á/-é) | op -a/-e eindigende stam (aanpassing naar -á/-é) | aangepaste -a/-e stam + uitgang | stam + uitgang | aangepaste -a/-e stam + ingekorte uitgang | kutyával, kutyaé, kutyám, kutyát4 |
| niet verlagende stam | op klinker eindigende onveranderlijke stam | stam + uitgang | stam + uitgang | stam + ingekorte uitgang | kesztyűnek, kesztyűért, kesztyűk, kesztyűm |
| niet verlagende stam | op medeklinker eindigende onveranderlijke stam | stam + uitgang | stam + uitgang | stam + uitgang | királlyal, királyé királyok, királyt1 |
| niet verlagende stam | tussenklinkerverliezende stam | stam + uitgang | stam + uitgang | ingekorte stam + uitgang | bokorban, ökörig bokrok, ökröt |
| verlagende stam | onveranderlijke stam | stam + uitgang | stam + uitgang | stam + verlaagde uitgang | falnak, tökhöz fogam, fület |
| verlagende stam | tussenklinkerverliezende stam | stam + uitgang | stam + uitgang | ingekorte stam + verlaagde uitgang | forgalomban forgalmat teherben, terhek |
| verlagende stam | eindklinker verkortende en v-toevoegende stam | stam + uitgang | stam + uitgang | aangepaste stam + verlaagde uitgang | lónak, csővel, fű, mű lovak, csövek, füvet |
| verlagende stam | ontrondende en v-toevoegende stam | stam + uitgang | stam + uitgang | aangepaste stam + verlaagde uitgang | hónak, szóval, tóban havat, szavak, tavat |
| verlagende stam | eindklinker in v-veranderende stam | stam + uitgang | stam + uitgang | aangepaste stam + verlaagde uitgang | darúhoz, falúban, tetűvel darvak, falvak, tetvek |
| verlagende stam | tussenklinkerverkortende stam | stam + uitgang | stam + uitgang | klinkerverkorte stam + verlaagde uitgang2 | nyárnak, tűzben nyarak nyáron, tüzet |
| alternerende stam bij bezitsuitgang 3de persoon enkelvoud | eindklinkerveranderend en ontrondend | stam + uitgang | stam + uitgang | aangepaste stam + uitgang | erdőnek, ajtónak erdeje, ajtaja |
| alternerende stam bij bezitsuitgang 3de persoon enkelvoud | eindklinkerverliezend | stam + uitgang | stam + uitgang | | |
| stam + meervoud stam + bezitsuitgang | verlagende "stam" | stam + meervoud + uitgang stam + bezitsuitgang + uitgang | stam + meervoud + uitgang stam + bezitsuitgang + uitgang | stam + meervoud/bezitsuitgang + verlaagde uitgang | barátoknak, barátunkhoz barátokat, barátunkat |
| Stammen: - aangepaste -a/-e stam: de laatste klinker van de stam -a/-e wordt verlengd voor de uitgang - ingekorte stam: bij klinkerverliezende stam vervalt in de laatste lettergreep de klinker - 1 ingekorte uitgang1 bij stam eindigend op -ly, -n,-ny, -s, -sz, -z: 4de naamval wordt -t | Stammen: - aangepaste -a/-e stam: de laatste klinker van de stam -a/-e wordt verlengd voor de uitgang - ingekorte stam: bij klinkerverliezende stam vervalt in de laatste lettergreep de klinker - 1 ingekorte uitgang1 bij stam eindigend op -ly, -n,-ny, -s, -sz, -z: 4de naamval wordt -t | Stammen: - aangepaste -a/-e stam: de laatste klinker van de stam -a/-e wordt verlengd voor de uitgang - ingekorte stam: bij klinkerverliezende stam vervalt in de laatste lettergreep de klinker - 1 ingekorte uitgang1 bij stam eindigend op -ly, -n,-ny, -s, -sz, -z: 4de naamval wordt -t | Uitgangen: - ingekorte uitgang: de beginklinker van de uitgang vervalt - verlaagde uitgang: de beginklinkers -o/-e/-ö worden -a/-e - 2 uitgang -on/-en/-ön is hier regelmatig | Uitgangen: - ingekorte uitgang: de beginklinker van de uitgang vervalt - verlaagde uitgang: de beginklinkers -o/-e/-ö worden -a/-e - 2 uitgang -on/-en/-ön is hier regelmatig | Uitgangen: - ingekorte uitgang: de beginklinker van de uitgang vervalt - verlaagde uitgang: de beginklinkers -o/-e/-ö worden -a/-e - 2 uitgang -on/-en/-ön is hier regelmatig |

### Lidwoorden
Het Hongaars is de enige Finoegrische taal met lidwoorden (ház "huis", egy ház "een huis", a ház "het huis"). Het onbepaalde lidwoord wordt vaak weggelaten.
Het bepaald lidwoord is a indien er een medeklinker volgt en az indien er een klinker volgt, bijvoorbeeld a ház en az ágy.

### Telwoorden
| Telwoorden | Telwoorden        | Telwoorden       | Telwoorden      | Telwoorden         |
|            | hoofd- telwoorden | rang- telwoorden | breuk- getallen | nummer- telwoorden |
| ---------- | ----------------- | ---------------- | --------------- | ------------------ |
| 1          | egy               | első             | egész           | egyes              |
| 2          | kettő, két        | második          | fél             | kettes             |
| 3          | három             | harmadik         | harmad          | hármas             |
| 4          | négy              | negyedik         | negyed          | négyes             |
| 5          | öt                | ötödik           | ötöd            | ötös               |
| 6          | hat               | hatodik          | hatod           | hatos              |
| 7          | hét               | hetedik          | heted           | hetes              |
| 8          | nyolc             | nyolcadik        | nyolcad         | nyolcas            |
| 9          | kilenc            | kilencedik       | kilenced        | kilences           |
| 10         | tíz               | tizedik          | tized           | tízes              |

Het Hongaars kent verschillende typen telwoorden:
- hoofdtelwoorden: egy, kettő, három, négy, öt, hat, hét, nyolc, kilenc, tíz
- rangtelwoorden: első, második, harmadik, ötödik, hatodik, hetedik, nyolcadik, kilencedik, tizedik
- breukgetallen: egész, fél, harmad, negyed, ötöd, hatod, heted, nyolcad, kilenced, tized
- nummertelwoorden: egyes, kettes, hármas, négyes, ötös, hatos, hetes, nyolcas, kilences, tízes

Telwoorden worden gewoonlijk voor een zelfstandig naamwoord geplaatst maar kunnen ook zelfstandig gebruikt worden en dus verbogen worden. Na een hoofdtelwoord staat het daaropvolgende zelfstandige naamwoord steeds in het enkelvoud.
Van de hoofdtelwoorden worden de andere typen telwoorden regelmatig afgeleid door middel van een uitgang, maar er zijn enkele uitzonderingen, zoals kettő = twee, fél = half, második = tweede.
Sommige telwoorden hebben een verlagende stam en/of hebben een verkorting van de klinker, zoals bij három = drie, négy = vier, nyolc = acht, húsz = twintig. Geheel regelmatig gaan öt = vijf en kilenc = negen. Bij de afleidingen van tíz = tien wordt soms de í lang geschreven, maar desondanks kort als i uitgesproken.

#### Hoofdtelwoorden
De eerste Hongaarse hoofdtelwoorden, de tientallen en enkele grotere getallen zijn:
- 0-9: nulla, egy, kettő, három, négy, öt, hat, hét, nyolc, kilenc
- tientallen 10-90: tíz, húsz, harminc, negyven, ötven, hatvan, hetven, nyolcvan, kilencven
- 100, 1000, 1 miljoen: száz, egyezer, egymillió

Het getal twee is kettő als het zelfstandig voorkomt en két als het een bepaling is bij wat er volgt.
In het Hongaars komt het meest significante altijd eerst, dus is bijvoorbeeld 482 négyszáznyolcvankettő.
Bij het schrijven van grote getallen wordt de spatie als duizenscheider gebruikt (niet de punt zoals in het Nederlands), bijvoorbeeld 17 000 000 voor 17.000.000 (17 miljoen).

#### Rangtelwoorden
In beginsel worden rangtelwoorden gemaakt door achter het hoofdtelwoord de uitgang -odik, -edik, -ödik, bij een verlagende stam -adik,-edik te plaatsen. De eerste tien rangtelwoorden zijn:
- 1e-10e: első, második, harmadik, negyedik, ötödik, hatodik, hetedik, nyolcadik, kilencedik, tizedik.

Rangtelwoorden worden vaak aangegeven als een cijfer met een punt erachter, bijvoorbeeld 1. = eerste, 873. = 873ste.

#### Nummertelwoorden
In beginsel worden nummertelwoorden gemaakt door achter het hoofdtelwoord de uitgang -os, -es, -ös, bij een verlagende stam -as,-es te plaatsen. De eerste tien "nummertelwoorden" zijn:
- 1, 2-10: egyes, kettes, hármas, négyes, ötös, hatos, hetes, nyolcas, kilences, tízes.

De "nummertelwoorden" gebruikt men als een attribuut, soms te vertalen met "nummer n", bijvoorbeeld "kamer nummer 8" is: "nyolcas szoba".

#### Tijdsaanduidingen
Tijdstippen worden benoemd in vergelijking met vier tijdstippen binnen het uur waarmee men bezig is: een kwart, half (= tweekwart) en driekwart van het uur. Steeds wordt er uitgegaan van het komende hele uur. Bijvoorbeeld: het eerste uur loopt van middernacht tot 1:00 uur 's nachts; het 11de uur loopt van 10:00 uur tot en met 11:00 uur. Bij de verdere tussenliggende tijdstippen wordt vergeleken met het dichtstbijzijnde van de vier vergelijkingstijdstippen. Enkele voorbeelden worden gegeven in onderstaande tabel.
| vergelijkingstijdstippen | vergelijkingstijdstippen | vergelijkingstijdstippen                  | 3 minuten vóór .. | 3 minuten vóór ..                                                                                   | 3 minuten vóór ..                      | 2 minuten over .. | 2 minuten over ..                                                                     | 2 minuten over ..                      |
| ------------------------ | ------------------------ | ----------------------------------------- | ----------------- | --------------------------------------------------------------------------------------------------- | -------------------------------------- | ----------------- | ------------------------------------------------------------------------------------- | -------------------------------------- |
| hele uur                 | 10:00                    | tíz óra                                   | 9:57              | tíz (óra) lesz három perc múlva 10 uur wordt het met 3 min. verstrijkend                            | három perc múlva tíz (óra)             | 10:02             | tíz (óra) múlt két perccel 10 uur is verstreken met 2 min.                            | két perccel múlt tíz (óra)             |
| kwart over hele uur      | 10:15                    | negyed tizenegy ¼ van het elfde uur       | 10:12             | negyed tizenegy lesz három perc múlva kwart elf(-de uur) wordt het met 3 min. verstrijkend          | három perc múlva negyed tizenegy       | 10:17             | negyed tizenegy múlt két perccel kwart elf(-de uur) is verstreken met 2 min.          | két perccel múlt negyed tizenegy       |
| halve uur                | 10:30                    | fél tizenegy ½ elf                        | 10:27             | fél tizenegy lesz három perc múlva half elf wordt het met 3 min. verstrijkend                       | három perc múlva fél tizenegy          | 10:32             | fél tizenegy múlt két perccel half elf is verstreken met 2 min.                       | két perccel múlt fél tizenegy          |
| kwart voor hele uur      | 10:45                    | három negyed tizenegy ¾ van het elfde uur | 10:42             | három negyed tizenegy lesz három perc múlva driekwart elf(de uur) wordt het met 3 min. verstrijkend | három perc múlva három negyed tizenegy | 10:47             | három negyed tizenegy múlt két perccel driekwart elf(de uur) is verstreken met 2 min. | két perccel múlt három negyed tizenegy |

#### Datums
Datums worden van links naar rechts geschreven en gelezen in de volgorde jaar-maand-dag. Jaartallen en andere getallen van groot naar klein: duizendtallen, honderdtallen, tientallen, eenheden. Zo wordt 24 oktober 1956 in het Hongaars: ezerkilencszáz ötvenhat október huszonnegyedike, in cijfer 1956-10-24. of 1956 X 24 (maanden vaak ook wel met een Romeins cijfer).
Officiële feestdagen in Hongarije zijn:
- március tizenötödike, 15 maart, herdenking van de Hongaarse Revolutie van 1848 tegen het Oostenrijk-Hongaarse regime van de Habsburgers.
- augusztus huszadika, 20 augustus 1000 - Stefanus I van Hongarije wordt gekroond tot de eerste koning van het middeleeuwse koninkrijk Hongarije.
- október huszonharmadika, 23 oktober, de stichting van de derde republiek, de Hongaarse Opstand van 1956 en de herdenking van het uitbreken van de bevrijdingsoorlog.

### Voornaamwoorden

#### Persoonlijke voornaamwoorden
Bij de persoonlijke voornaamwoorden (személyes névmás) én=ik, te=jij, ő=hij, zij, mi=wij, ti=jullie, ők=zij komen twee beleefdheidsvormen voor Maga/Maguk en Ön/Önök=U. Er zijn subtiele verschillen in het gebruik: vaak wordt Ön als het meest "beleefd" ervaren.
In het Hongaars worden de persoonlijke voornaamwoorden weinig gebruikt, omdat de persoon al blijkt uit de uitgangen van de persoonsvorm en uit het zinsverband. Meestal laat men het persoonlijk voornaamwoord weg. Zo zegt men "Tanár vagyok" om uit te drukken Ik ben leraar; maar alleen bij sterke nadruk op ik wordt het: "Én tanár vagyok".
Maar let wel: in de derde persoon enkelvoud zoals bij "Ő tanár" Hij/Zij is leraar en bij "Ön tanár" U bent/is leraar wordt het koppelwerkwoord juist weggelaten.
De persoonlijke voornaamwoorden worden in de verschillende naamvallen, in combinatie met suffixen en met postposities gebruikt. Vaak wordt een zelfstandige vorm van de vervoeging of achterzetsel gebruikt in combinatie met een persoonsuitgang. In onderstaande tabel staan enkele voorbeelden.
| 1.  |
| 2.  |
| 3.  |
| "   |
| "   |
| 11. |
| 22. |
| 33. |
| "   |
| "   |
| --- |

| én    | ik      |
| te    | jij     |
| ő     | hij/zij |
| Ön    | u       |
| Maga  | u       |
| mi    | wij     |
| ti    | jullie  |
| ők    | zij     |
| Önök  | u       |
| Maguk | u       |

| nekem    | aan mij          |
| neked    | aan jou          |
| neki     | aan hem/haar/het |
| Önnek    | aan u            |
| Magának  | aan u            |
| nekük    | aan ons          |
| nektek   | aan jullie       |
| nekik    | aan hun          |
| Önöknek  | aan u            |
| Maguknak | aan u            |

| engem   | mij    |
| téged   | jou    |
| őt      | hem    |
| Önt     | u      |
| Magát   | u      |
| minket  | ons    |
| titeket | jullie |
| őket    | hen    |
| Önöket  | u      |
| Magukat | u      |

| bennem   | in mij    |
| benned   | in jou    |
| benne    | in hem'   |
| Önben    | in u      |
| Magában  | in u      |
| bennünk  | in ons    |
| benneket | in jullie |
| bennük   | in hen    |
| Önökben  | in u      |
| Magukban | in u      |

| mögöttem     | achter mij    |
| mögötted     | achter jou    |
| mögötte      | achter hem    |
| Ön mögött    | achter u      |
| Maga mögött  | achter u      |
| mögöttünk    | achter ons    |
| mögöttetek   | achter jullie |
| mögöttük     | achter hen    |
| Önök mögött  | achter u      |
| Maguk mögött | achter u      |

| enyém         | enyéim, enyémek | de mijne       |
| tied          | tieid           | de jouwe       |
| övé           | övéi,övék       | de zijne       |
| Öné           | Önéi            | de uwe         |
| Magáé         | Magáéi          | de uwe         |
| mienk,miénk   | mieink          | de onze        |
| tietek,tiétek | tiéitek         | die van jullie |
| övék          | övéik           | de hunne       |
| Önöké         | Önökéi          | de uwe         |
| Maguké        | Magukéi         | de uwe         |

#### Aanwijzende voornaamwoorden
De gewoonlijke aanwijzende voornaamwoorden (mutató névmás) in het enkelvoud zijn ez = dit, deze en az = dat, die in het meervoud ezek = deze en azok = die. Bij de aanwijzende voornaamwoorden gebruikt men altijd het bepaald lidwoord a/az = de, het. Zo zegt men ez a ház = dit huis en az a ház = dat huis, of ez az ágy = dit bed en az az ágy = dat bed.
In het meervoud zijn de aanwijzende voornaamwoorden ezek = deze en azok = die. Voorbeelden: ezek a házak = deze huizen en azok a házak = die huizen, of ezek az ágyak=deze bedden en azok az ágyak=die bedden.
De uitgangen voor de naamvallen worden zowel achter het aanwijzend voornaamwoord gezet als achter het daarop volgende zelfstandig naamwoord. Voorbeelden: ezekben a házakban = in deze huizen en azok mögött a házak mögött = achter die huizen, of ezeknél az ágyaknál = bij deze bedden en azokat az ágyakat = die beddenaccusatief.
| az ez azok ezek | dat, die dit, deze die (mv) deze (mv) |

| annak ennek azoknak ezeknek | daaraan hieraan aan die (mv) aan deze (mv) |

| azt ezt azokat ezeket | dat, die dit, deze die (mv) deze (mv) |

| abban ebben azokban ezekben | daarin hierin in die (mv) in deze (mv) |

| az mögött ez mögött azok mögött ezek mögött | daar achter hier achter achter die (mv) achter deze (mv) |

Doordat men in het Hongaars in de derde persoon enkelvoud of meervoud van de tegenwoordige tijd het werkwoord "zijn" weglaat, kunnen deze constructies ook een andere betekenis hebben. Zo kan ez a ház ook "dit is het huis" en azok az ágyak ook "dat zijn de bedden" betekenen. In dit geval is er een impliciet koppelwerkwoord "is" of "zijn" en gaat het om volledige zinnen, in tegenstelling tot de eerdere uitdrukkingen, die slechts fragmenten zijn.
Verder aanwijzende voornaamwoorden zijn: ilyen, olyan, emez, amaz, ennyi, annyi, emennyi, amannyi. Deze worden niet gecombineerd met een bepaald lidwoord.

### Werkwoorden
In het woordenboek staat voor de werkwoorden de stam opgenomen. De stam van het werkwoord komt gewoonlijk overeen met de derde persoon enkelvoud van de tegenwoordige tijd. Uitzondering wordt gevormd door de -ik werkwoorden, waar de uitgang -ik staat achter de stam. De meest uitgangen zijn er in twee vormen, vaak ook in drie vormen, waaruit dan een keuze gemaakt moet worden op grond van de regels voor de klinkerharmonie.
De werkwoordvervoeging maakt gebruik van uitgangen voor de personen. De persoonlijke voornaamwoorden (én=ik, te=jij, ő=hij/zij, mi=wij, ti=jullie, ők=zij (meervoud)) worden in het Hongaars nauwelijks gebruikt omdat de uitgang al duidelijk maakt over wie het gaat. Grammaticaal geslacht wordt niet aangegeven in het Hongaars.
De uitgangen geven verschillende zaken tegelijk weer:
1. Met de persoonsuitgang wordt aangegeven:
  - de persoon:
    - de 1ste, 2de of 3de persoon

  - het getal:
    - enkelvoud of meervoud

  - de aard van het lijdend voorwerp:
    - subjectieve, eerste of onbepaalde vervoeging bij onovergankelijke werkwoorden of bij een onbepaald lijdend voorwerp
    - objectieve, tweede of bepaalde vervoeging bij een bepaald lijdend voorwerp
    - gecombineerde persoon: eerste persoon inclusief: spreker (1ste persoon) met aangesprokene (2de persoon, 4de naamval).
2. Met een "teken" (zoals -t, -na, -j) worden de werkwoordstijden en de wijzen aangegeven.
  - indicatief of aantonende wijs:
    - bij de tegenwoordige tijd ontbreekt een teken
    - bij de verleden tijd is het teken -t of -ott/-ett/-ött. Er worden drie regelmatige groepen onderscheiden.

  - bij de voorwaardelijke wijs is het teken -ná/-né
  - bij de aansporende (gebiedende) wijs is het teken -j
  - andere tijden en wijzen worden niet met een teken, maar anders aangegeven:
    - voor de toekomende tijd wordt het hulpwerkwoord fog (zullen) of het bijwoord majd (dan) gebruikt
    - voor de verleden tijd van de voorwaardelijke wijs wordt het woord volna (zou zijn) achter de verleden tijd geplaatst

De onbepaalde wijs (infinitief) wordt gevormd uit de werkwoordstam + ni. De werkwoorden staan in het Hongaarse woordenboek niet als het hele werkwoord (infinitief; bv. gaan, komen, werken), maar in de hij/zij-vorm (3de persoon enkelvoud bv. jön=hij komt, megy=zij gaat, dolgozik=hij werkt. Deze vorm is gewoonlijk de stam van het werkwoord, maar is bij ik-werkwoorden verlengd: werkwoordstam + ik. Sommige werkwoorden hebben meer dan 1 stam. Ook de infinitief kan worden vervoegd met persoonsuitgangen.

#### Verlenging van de stam
De stam van het werkwoord kan worden verlengd met een of meer achtervoegsels om de betekenis van het werkwoord aan te passen. Het achtervoegsel -at/-tat/-et/-tet, het achtervoegsel -hat/-het en het achtervoegsel -gat/-get kunnen (al of niet gecombineerd) gebruikt worden.
1. Met het achtervoegsel -at/-tat/-et/-tet wordt het werkwoord causatief, wat aangeeft dat het onderwerp van de zin de handeling door een ander laat verrichten en dus niet zelf verricht. In het Nederlands wordt het hulpwerkwoord laten daarvoor gebruikt. Voorbeeld: csinál=maken, csináltat valakivel=laten maken door iemand.
2. Met het achtervoegsel -hat/-het wordt een mogelijkheid aangegeven. Voorbeeld: csinál=maken, csinálhat=kunnen maken, csináltat=laten maken, csináltathat=kunnen laten maken.
3. Met het achtervoegsel -gat/-get. Voorbeeld: beszél=spreken, beszélget=praten, babbelen, beszélgethet=kunnen praten

#### Onbepaalde en bepaalde vervoeging
De aard van het lijdend voorwerp is belangrijk voor de vervoeging, maar het lastig toe te passen. Naast de "gewone", onbepaalde, eerste of subjectieve vervoeging is er een bepaalde, tweede of objectieve vervoeging die wordt gebruikt als het lijdend voorwerp bepaald is; het is dan specifiek en (soms impliciet) duidelijk waarover het gaat. Voorbeeld van een impliciet bepaald lijdend voorwerp: azt nem értem!=ik begrijp dat niet! Het is niet nodig azt=dat te zeggen, omdat het in het gesprek wel duidelijk is waarover het gaat.
De vervoeging van het werkwoord (de werkwoordsvorm) is afhankelijk van de aard van het lijdend voorwerp (en natuurlijk of het onderwerp enkelvoud of meervoud is en welke persoon het onderwerp is). Er wordt onderscheid gemaakt tussen "onbepaalde" werkwoordvervoeging en "bepaalde" werkwoordvervoeging:
De onbepaalde werkwoordvervoeging (tárgyatlan igeragozás) komt voor in zinnen
- waar het werkwoord onovergankelijk (intranzitív ige, tárgyatlan ige) is,
- waar geen lijdend voorwerp is, of
- waar het lijdend voorwerp is "onbepaald"; dit is het geval als:
  - persoon in de eerste en tweede persoon
  - er geen bezitsaanduiding is of geen aanwijzend voornaamwoord
  - er geen verwijzing is naar een al eerder genoemd lijdend voorwerp

De bepaalde werkwoordvervoeging (tárgyas ige, igeragozás ige) komt voor in zinnen waar het lijdend voorwerp "bepaald" is:
- als er een bepaald lidwoord voor staat: a, az = de, het,
- als er een aanwijzend voornaamwoord staat voor het lijdend voorwerp (ezt=dit, deze, azt=dat, die, ezeket, azokat)
- als er een bezitsuitgang achter het lijdend voorwerp staat (mijn, jouw, ...),
- als het lijdend voorwerp al eerder ter sprake is geweest en het bekend wordt verondersteld.
- als het lijdend voorwerp een 3de persoon betreft (őt=hem, haar, Önt=u, őket=hen, ...).
- als het lijdend voorwerp gaat om een naam, zoals van een persoon of plaats (Pétert, Budapestet)
- als er verwezen wordt naar een al eerder genoemd lijdend voorwerp

Een aparte veelvoorkomende derde type vervoeging bestaat er bij de 1ste persoon enkelvoud (ik) als het lijdend voorwerp 2de persoon (jou, jullie) is. Voorbeeld: Szeretlek=Ik houd van jou; Látlak beneteket=Ik zie jullie.
Voorbeelden:
- látok=ik zie (onbepaald)
- látom=ik zie hem/haar/het (bepaald)
- látlak=ik zie jou (ik → jouaccusatief)

#### Tijden en wijzen
De belangrijkste wijs is de aantonende wijs (kijelentő mód), die voorkomt in 2 tijden:
- De tegenwoordige tijd (jelen idő) heeft geen teken voor de persoonsuitgangen,
- De verleden tijd (múlt idő), de -t is het teken voor de verleden tijd en staat voor de persoonsuitgangen, in sommige gevallen is het -ott/-ett/-ött.

Naast de aantonende wijs komen nog twee wijzen voor (beide in de tegenwoordige tijd):
- De voorwaardelijke wijs (feltételes mód) heeft -na/-ne als teken voor de persoonsuitgangen. De voorwaardelijke wijs wordt onder andere gebruikt voor (zeer) beleefde verzoeken.
- De gebiedende of aansporende wijs (parancsoló/felszólító mód) heeft -j als teken voor de persoonsuitgangen en kan gebruikt worden voor alle personen.
Voorbeelden: írjak? - "zal/moet ik schrijven?", írj(ál) - "schrijf", írjunk - "laten we schrijven".

In enkele gevallen worden hulpwerkwoorden gebruikt, zoals:
- De verleden tijd van de voorwaardelijke wijs (irrealis van het verleden) wordt gevormd met de verleden tijd plus het hulpwoord volna.
Voorbeeld: írtam volna - "ik zou geschreven hebben"
- Voor toekomstige tijd kan het hulpwerkwoord fog "zal" gebruikt worden.
Voorbeelden: fogunk írni - "wij zullen schrijven"; fogom elolvasni - "ik zal het uitlezen".

| p e r s o o n |               |                    |
| 1.            | ik            | (én)               |
| 2.            | jij           | (te)               |
| 3.            | hij/zij, U    | (ő), Ön, Maga      |
| 11.           | wij           | (mi)               |
| 22.           | jullie        | (ti)               |
| 33.           | zij, U (mv.)  | (ők), Önök, Maguk  |
| 1→2           | ik→jou/jullie | (én→téged/titeket) |

| I. (onbepaald) | II. (bepaald) |
| -ok/-ek/-ök    | -om/-em/-öm   |
| -sz            | -od/-ed/-öd   |
| ø              | -ja/-i        |
| -unk/-ünk      | -juk/-jük     |
| -tok/-tek/-tök | -játok/-itek  |
| -nak/-nek      | -ják/-ik      |
| -lak/-lek      |               |

| I. (onbepaald) | II. (bepaald) |
| -tam/-tem      |               |
| -tál/-tél      | -tod/-ted     |
| -ott/-ett/-ött | -ta/-te       |
| -tunk/-tünk    | -tuk/-tük     |
| -tatok/-tetek  | -tátok/-tétek |
| -tak/-tek      | -ták/-ték     |
| -talak/-telek  |               |

| I. (onbepaald) | II. (bepaald) |
| -nék           | -nám/ném      |
| -nál/-nél      | -nád/-néd     |
| -na/-ne        | -ná/-né       |
| -nánk/-nénk    |               |
| -nátok/-nétek  |               |
| -nának/-nének  | -nák/-nék     |
| -nálak/-nélek  |               |

| I. (onbepaald) | II. (bepaald) |
| -jak/-jek      | -jam/-jem     |
| -j(ál)/-j(él)  | -jod/-jed     |
| -jon/-jen/-jön | -ja/-je       |
| -junk/-jünk    | -juk/-jük     |
| -jatok/-jetek  | -játok/-jétek |
| -janak/-jenek  | -ják/-jék     |
| -jalak/-jelek  |               |

Er is geen aparte toekomende tijd. De toekomst wordt met een hulpwerkwoord (fog = "zal") aangegeven, maar men kan daarvoor ook de tegenwoordige tijd eventueel met een bijwoord (majd = dan) gebruiken.

#### Tegenwoordige tijd
Voor gebeurtenissen en handelingen in het heden wordt de tegenwoordige tijd gebruikt.
Voorbeeld: Megyek.=Ik ga..
Ook wordt de tegenwoordige tijd wel gebruikt voor de toekomst met behulp van het bijwoord majd=dan.
Voorbeeld: Majd megyek.=Ik zal gaan (letterlijk: Dan ik ga.).
Er is een standaard werkwoordvervoeging voor de tegenwoordige tijd met twee regelmatige varianten, op grond van het eind van de stam.
Het hoofdtype van de regelmatige vervoeging met voorbeelden staat in onderstaande tabel:
| Tijd:               | Tegenwoordige tijd - Jelen idő | Tegenwoordige tijd - Jelen idő | Tegenwoordige tijd - Jelen idő | Tegenwoordige tijd - Jelen idő | Tegenwoordige tijd - Jelen idő | Tegenwoordige tijd - Jelen idő | Voorbeelden tegenwoordige tijd - jelen idő: | Voorbeelden tegenwoordige tijd - jelen idő: | Voorbeelden tegenwoordige tijd - jelen idő: | Voorbeelden tegenwoordige tijd - jelen idő: | Voorbeelden tegenwoordige tijd - jelen idő: | Voorbeelden tegenwoordige tijd - jelen idő: |
| Bepaaldheid:        | Onbepaalde vervoeging (I)      | Onbepaalde vervoeging (I)      | Onbepaalde vervoeging (I)      | Bepaalde vervoeging (II)       | Bepaalde vervoeging (II)       | Bepaalde vervoeging (II)       | Onbepaalde vervoeging (I)                   | Onbepaalde vervoeging (I)                   | Onbepaalde vervoeging (I)                   | Bepaalde vervoeging (II)                    | Bepaalde vervoeging (II)                    | Bepaalde vervoeging (II)                    |
| Stam werkwoord met: | Voor- klinkers                 | Achterklinkers                 | Achterklinkers                 | Voor- klinkers                 | Achterklinkers                 | Achterklinkers                 | Voor- klinkers                              | Achterklinkers                              | Achterklinkers                              | Voor- klinkers                              | Achterklinkers                              | Achterklinkers                              |
| Stam werkwoord met: | Voor- klinkers                 | zonder lipronding              | met lipronding                 | Voor- klinkers                 | zonder lipronding              | met lipronding                 | Voor- klinkers                              | zonder lipronding                           | met lipronding                              | Voor- klinkers                              | zonder lipronding                           | met lipronding                              |
| infinitief: →       | -ni                            | -ni                            | -ni                            |                                |                                |                                | látni zien                                  | kérni verzoeken                             | törni breken                                |                                             |                                             |                                             |
| persoon:↓           |                                |                                |                                |                                |                                |                                | látni zien                                  | kérni verzoeken                             | törni breken                                |                                             |                                             |                                             |
| 1 ev. (én)          | -ok                            | -ek                            | -ök                            | -om                            | -em                            | -öm                            | látok                                       | kérek                                       | török                                       | látom                                       | kérem                                       | töröm                                       |
| 2 ev. (te)          | -sz                            | -sz                            | -sz                            | -od                            | -ed                            | -öd                            | látsz                                       | kérsz                                       | törsz                                       | látod                                       | kéred                                       | töröd                                       |
| 3 ev. (ő)           | ø (stam!)                      | ø (stam!)                      | ø (stam!)                      | -ja                            | -i                             | -i                             | lát                                         | kér                                         | tör                                         | látja                                       | kéri                                        | töri                                        |
|                     |                                |                                |                                |                                |                                |                                |                                             |                                             |                                             |                                             |                                             |                                             |
| 1 mv. (mi)          | -unk                           | -ünk                           | -ünk                           | -juk                           | -jük                           | -jük                           | látunk                                      | kérünk                                      | törünk                                      | látjuk                                      | kérjük                                      | törjük                                      |
| 2 mv. (ti)          | -tok                           | -tek                           | -tök                           | -játok                         | -itek                          | -itek                          | láttok                                      | kértek                                      | törtök                                      | látjátok                                    | kéritek                                     | töritek                                     |
| 3 mv. (ők)          | -nak                           | -nek                           | -nek                           | -ják                           | -ik                            | -ik                            | látnak                                      | kérnek                                      | törnek                                      | látják                                      | kérik                                       | törik                                       |
- De werkwoorden waarvan de stam eindigt op een sisklank (-s, -sz, -z) vormen de eerste kleine variant van de werkwoordvervoeging van de tegenwoordige tijd. De drie mogelijke uitgangen in de 2de persoon enkelvoud zijn: -ol/-el/-öl, afhankelijk van de klinkerharmonie. Voorbeeld: olvas=hij leest wordt olvasol=jij leest. Zie tabel:

| Tijd:               | Tegenwoordige tijd - Jelen idő | Tegenwoordige tijd - Jelen idő | Tegenwoordige tijd - Jelen idő | Tegenwoordige tijd - Jelen idő | Tegenwoordige tijd - Jelen idő | Tegenwoordige tijd - Jelen idő |
| ------------------- | ------------------------------ | ------------------------------ | ------------------------------ | ------------------------------ | ------------------------------ | ------------------------------ |
| Bepaaldheid:        | Onbepaalde vervoeging (I)      | Onbepaalde vervoeging (I)      | Onbepaalde vervoeging (I)      | Voorbeelden:                   | Voorbeelden:                   | Voorbeelden:                   |
| Stam werkwoord met: | Voor- klinkers                 | Achterklinkers                 | Achterklinkers                 | Voor- klinkers                 | Achterklinkers                 | Achterklinkers                 |
| Stam werkwoord met: | Voor- klinkers                 | zonder lipronding              | met lipronding                 | Voor- klinkers                 | zonder lipronding              | met lipronding                 |
| Infinitief: →       |                                |                                |                                | olvasni lezen                  | nézni kijken                   | főzni koken                    |
| persoon:↓           |                                |                                |                                | olvasni lezen                  | nézni kijken                   | főzni koken                    |
| 2 ev. (te)          | -ol                            | -el                            | -öl                            | olvasol                        | nézel                          | főzöl                          |
- De werkwoorden waarvan de stam eindigt op twee medeklinkers of stam eindigt op lange klinker + t vormen de tweede kleine variant van de werkwoordvervoeging in de tegenwoordige tijd. De twee mogelijke uitgangen in de 2de persoon enkelvoud zijn: -asz/-esz, afhankelijk van de klinkerharmonie. Daarnaast heeft de 2de persoon meervoud drie harmonische vormen: -otok/-etek/-ötök en de 3de persoon meervoud twee harmonische vormen: -anak/-enek

| Tijd:               | Tegenwoordige tijd - Jelen idő | Tegenwoordige tijd - Jelen idő | Tegenwoordige tijd - Jelen idő | Tegenwoordige tijd - Jelen idő | Tegenwoordige tijd - Jelen idő | Tegenwoordige tijd - Jelen idő |
| ------------------- | ------------------------------ | ------------------------------ | ------------------------------ | ------------------------------ | ------------------------------ | ------------------------------ |
| Bepaaldheid:        | Onbepaalde vervoeging (I)      | Onbepaalde vervoeging (I)      | Onbepaalde vervoeging (I)      | Voorbeelden:                   | Voorbeelden:                   | Voorbeelden:                   |
| Stam werkwoord met: | Voor- klinkers                 | Achterklinkers                 | Achterklinkers                 | Voor- klinkers                 | Achterklinkers                 | Achterklinkers                 |
| Stam werkwoord met: | Voor- klinkers                 | zonder lipronding              | met lipronding                 | Voor- klinkers                 | zonder lipronding              | met lipronding                 |
| infinitief: →       | -ani                           | -eni                           | -eni                           | tartani houden                 | segíteni helpen                | tölteni vullen                 |
| persoon:↓           |                                |                                |                                | tartani houden                 | segíteni helpen                | tölteni vullen                 |
| 2 ev. (te)          | -asz                           | -esz                           | -esz                           | tartasz                        | segítesz                       | töltesz                        |
|                     |                                |                                |                                |                                |                                |                                |
| 2 mv. (ti)          | -otok                          | -etek                          | -ötök                          | tartotok                       | segítetek                      | töltötek                       |
| 3 mv. (ők)          | -anak                          | -enek                          | -enek                          | tartanak                       | segítenek                      | töltenek                       |
- De ik-werkwoorden zijn werkwoorden waarvan de stam (3de persoon enkelvoud) verlengd is met -ik. In de 1ste persoon ev. wordt de uitgang -om/-em/-öm, die ook gebruikt worden in de bepaalde vervoeging (II). Voorbeeld: de stam lakik=hij woont, wordt in de 1ste persoon e.v.: lakom=ik woon.

| Tijd:               | Tegenwoordige tijd - Jelen idő | Tegenwoordige tijd - Jelen idő | Tegenwoordige tijd - Jelen idő | Tegenwoordige tijd - Jelen idő | Tegenwoordige tijd - Jelen idő | Tegenwoordige tijd - Jelen idő |
| ------------------- | ------------------------------ | ------------------------------ | ------------------------------ | ------------------------------ | ------------------------------ | ------------------------------ |
| Bepaaldheid:        | Onbepaalde vervoeging (I)      | Onbepaalde vervoeging (I)      | Onbepaalde vervoeging (I)      | Voorbeelden                    | Voorbeelden                    | Voorbeelden                    |
| Stam werkwoord met: | Voor- klinkers                 | Achterklinkers                 | Achterklinkers                 | Voor- klinkers                 | Achterklinkers                 | Achterklinkers                 |
| Stam werkwoord met: | Voor- klinkers                 | zonder lipronding              | met lipronding                 | Voor- klinkers                 | zonder lipronding              | met lipronding                 |
| Infinitief: →       |                                |                                |                                | lakni wonen                    | következni volgen              | fürdeni, fürödni baden         |
| persoon:↓           |                                |                                |                                | lakni wonen                    | következni volgen              | fürdeni, fürödni baden         |
| 1 ev. (én)          | -om                            | -em                            | -öm                            | lakom                          | következem                     | fürdöm                         |
|                     |                                |                                |                                |                                |                                |                                |
| 3 ev. (ő)           | -ik                            | -ik                            | -ik                            | lakik                          | következik                     | fürdik                         |
Onregelmatige werkwoorden
Er zijn enkele veel gebruikte onregelmatige werkwoorden, zoals in onderstaande tabel.
| stam:         | van     | lesz    | megy    | jön    | eszik  | iszik  | alszik   | fekszik   |
| stam:         | is      | wordt   | gaat    | komt   | eet    | drinkt | slaapt   | ligt      |
| ------------- | ------- | ------- | ------- | ------ | ------ | ------ | -------- | --------- |
|               |         |         |         |        |        |        |          |           |
| infinitief: → | lenni   | lenni   | menni   | jönni  | enni   | inni   | aludni   | feküdni   |
| persoon:↓     |         |         |         |        |        |        |          |           |
| 1. ev. (én)   | vagyok  | leszek  | megyek  | jövök  | eszem  | iszom  | alszom   | fekszem   |
| 2. ev. (te)   | vagy    | leszel  | mész    | jösz   | eszel  | iszol  | alszol   | fekszel   |
| 3. ev. (ő)    | van     | lesz    | megy    | jön    | eszik  | iszik  | alszik   | feszik    |
|               |         |         |         |        |        |        |          |           |
| 1. mv. (mi)   | vagyunk | leszünk | megyünk | jövünk | eszünk | iszunk | alszunk  | fekszünk  |
| 2. mv. (ti)   | vagytok | lesztek | mentek  | jöttök | esztek | isztok | aludtok  | feküdtek  |
| 3. mv. (ők)   | vannak  | lesznek | mennek  | jönnek | esznek | isznak | alszanak | fekszenek |

#### Verleden tijd
Waar het Nederlands een onvoltooid verleden tijd en voltooid verleden tijd kent, heeft het Hongaars slechts één verleden tijd (múlt idő), bijvoorbeeld: Mentem=Ik ging / Ik ben gegaan.
Het teken -t voor de verleden tijd wordt achter de stam van het werkwoord voor de persoonsuitgang geplaatst. Gewoonlijk is dit teken een -t, maar het teken -ott/-ett/-ött wordt gebruikt in de 3de persoon enkelvoud van de onbepaalde vervoeging. Hiervoor zijn regels, maar ook kan het woordenboek geraadpleegd worden.
Groep 1 heeft de meest voorkomende wijze van vervoegen; deze is gemengd en staat in onderstaande tabel:
| Tijd en Groep:      | Verleden tijd, Groep 1 - Múlt idő | Verleden tijd, Groep 1 - Múlt idő | Verleden tijd, Groep 1 - Múlt idő | Verleden tijd, Groep 1 - Múlt idő | Verleden tijd, Groep 1 - Múlt idő | Verleden tijd, Groep 1 - Múlt idő | Voorbeelden verleden tijd, Groep 1 - Múlt idő | Voorbeelden verleden tijd, Groep 1 - Múlt idő | Voorbeelden verleden tijd, Groep 1 - Múlt idő | Voorbeelden verleden tijd, Groep 1 - Múlt idő | Voorbeelden verleden tijd, Groep 1 - Múlt idő | Voorbeelden verleden tijd, Groep 1 - Múlt idő |
| Bepaaldheid:        | Onbepaalde vervoeging (I)         | Onbepaalde vervoeging (I)         | Onbepaalde vervoeging (I)         | Bepaalde vervoeging (II)          | Bepaalde vervoeging (II)          | Bepaalde vervoeging (II)          | Onbepaalde vervoeging (I)                     | Onbepaalde vervoeging (I)                     | Onbepaalde vervoeging (I)                     | Bepaalde vervoeging (II)                      | Bepaalde vervoeging (II)                      | Bepaalde vervoeging (II)                      |
| Stam werkwoord met: | Voor- klinkers                    | Achterklinkers                    | Achterklinkers                    | Voor- klinkers                    | Achterklinkers                    | Achterklinkers                    | Voor- klinkers                                | Achterklinkers                                | Achterklinkers                                | Voor- klinkers                                | Achterklinkers                                | Achterklinkers                                |
| Stam werkwoord met: | Voor- klinkers                    | zonder lipronding                 | met lipronding                    | Voor- klinkers                    | zonder lipronding                 | met lipronding                    | Voor- klinkers                                | zonder lipronding                             | met lipronding                                | Voor- klinkers                                | zonder lipronding                             | met lipronding                                |
| infinitief: →       |                                   |                                   |                                   |                                   |                                   |                                   | látni zien                                    | nézni kijken                                  | üldözni vervolgen                             |                                               |                                               |                                               |
| persoon:↓           |                                   |                                   |                                   |                                   |                                   |                                   | látni zien                                    | nézni kijken                                  | üldözni vervolgen                             |                                               |                                               |                                               |
| 1 ev. (én)          | -tam                              | -tem                              | -tem                              | -tam                              | -tem                              | -tem                              | láttam                                        | néztem                                        | üldöztem                                      | láttam                                        | néztem                                        | üldöztem                                      |
| 2 ev. (te)          | -tál                              | -tél                              | -tél                              | -tad                              | -ted                              | -ted                              | láttál                                        | néztél                                        | üldöztél                                      | láttad                                        | nézted                                        | üldözted                                      |
| 3 ev. (ő)           | -ott                              | -ett                              | -ött                              | -ta                               | -te                               | -te                               | látott                                        | nézett                                        | üldözött                                      | látta                                         | nézte                                         | üldözte                                       |
|                     |                                   |                                   |                                   |                                   |                                   |                                   |                                               |                                               |                                               |                                               |                                               |                                               |
| 1 mv. (mi)          | -tunk                             | -tünk                             | -tünk                             | -tuk                              | -tük                              | -tük                              | láttunk                                       | néztünk                                       | üldöztünk                                     | láttuk                                        | néztük                                        | üldöztük                                      |
| 2 mv. (ti)          | -tatok                            | -tetek                            | -tetek                            | -tátok                            | -tétek                            | -tétek                            | láttatok                                      | néztetek                                      | üldöztetek                                    | láttátok                                      | néztétek                                      | üldöztétek                                    |
| 3 mv. (ők)          | -tak                              | -tek                              | -tek                              | -ták                              | -ték                              | -ték                              | láttak                                        | néztek                                        | üldöztek                                      | látták                                        | nézték                                        | üldözték                                      |
Groep 2 en Groep 3 zijn geheel regelmatig en de uitgangen zijn verder gelijk aan die in Groep 1. In Groep 2 is het teken -t in alle personen,
| Tijd en Groep:      | Verleden tijd, Groep 2 - Múlt idő       | Verleden tijd, Groep 2 - Múlt idő       | Verleden tijd, Groep 2 - Múlt idő       | Verleden tijd, Groep 2 - Múlt idő       | Verleden tijd, Groep 2 - Múlt idő       | Verleden tijd, Groep 2 - Múlt idő       |
| ------------------- | --------------------------------------- | --------------------------------------- | --------------------------------------- | --------------------------------------- | --------------------------------------- | --------------------------------------- |
| Bepaaldheid:        | Onbepaalde vervoeging (I)               | Onbepaalde vervoeging (I)               | Onbepaalde vervoeging (I)               | Bepaalde vervoeging (II)                | Bepaalde vervoeging (II)                | Bepaalde vervoeging (II)                |
| Stam werkwoord met: | Voor- klinkers                          | Achterklinkers                          | Achterklinkers                          | Voor- klinkers                          | Achterklinkers                          | Achterklinkers                          |
| Stam werkwoord met: | Voor- klinkers                          | zonder lipronding                       | met lipronding                          | Voor- klinkers                          | zonder lipronding                       | met lipronding                          |
| Stam-einde: →       | -j, -l, -n, -r; 2 lettergrepen +ad, +ed | -j, -l, -n, -r; 2 lettergrepen +ad, +ed | -j, -l, -n, -r; 2 lettergrepen +ad, +ed | -j, -l, -n, -r; 2 lettergrepen +ad, +ed | -j, -l, -n, -r; 2 lettergrepen +ad, +ed | -j, -l, -n, -r; 2 lettergrepen +ad, +ed |
| Persoon:↓           |                                         |                                         |                                         |                                         |                                         |                                         |
| 1 ev. (én)          | -tam                                    | -tem                                    | -tem                                    | -tam                                    | -tem                                    | -tem                                    |
| 2 ev. (te)          | -tál                                    | -tél                                    | -tél                                    | -tad                                    | -ted                                    | -ted                                    |
| 3 ev. (ő)           | -t                                      | -t                                      | -t                                      | -t                                      | -t                                      | -t                                      |
|                     |                                         |                                         |                                         |                                         |                                         |                                         |
| 1 mv. (mi)          | -tunk                                   | -tünk                                   | -tünk                                   | -tuk                                    | -tük                                    | -tük                                    |
| 2 mv. (ti)          | -tatok                                  | -tetek                                  | -tetek                                  | -tátok                                  | -tétek                                  | -tétek                                  |
| 3 mv. (ők)          | -tak                                    | -tek                                    | -tek                                    | -ták                                    | -ték                                    | -ték                                    |
In Groep 3 is het teken -ott/-ett/-ött in alle personen.
| Tijd en Groep:      | Verleden tijd, Groep 3 - Múlt idő     | Verleden tijd, Groep 3 - Múlt idő     | Verleden tijd, Groep 3 - Múlt idő     | Verleden tijd, Groep 3 - Múlt idő     | Verleden tijd, Groep 3 - Múlt idő     | Verleden tijd, Groep 3 - Múlt idő     |
| ------------------- | ------------------------------------- | ------------------------------------- | ------------------------------------- | ------------------------------------- | ------------------------------------- | ------------------------------------- |
| Bepaaldheid:        | Onbepaalde vervoeging (I)             | Onbepaalde vervoeging (I)             | Onbepaalde vervoeging (I)             | Bepaalde vervoeging (II)              | Bepaalde vervoeging (II)              | Bepaalde vervoeging (II)              |
| Stam werkwoord met: | Voor- klinkers                        | Achterklinkers                        | Achterklinkers                        | Voor- klinkers                        | Achterklinkers                        | Achterklinkers                        |
| Stam werkwoord met: | Voor- klinkers                        | zonder lipronding                     | met lipronding                        | Voor- klinkers                        | zonder lipronding                     | met lipronding                        |
| Stam-einde: →       | -ít; -medeklinker+t; 1 lettergreep +t | -ít; -medeklinker+t; 1 lettergreep +t | -ít; -medeklinker+t; 1 lettergreep +t | -ít; -medeklinker+t; 1 lettergreep +t | -ít; -medeklinker+t; 1 lettergreep +t | -ít; -medeklinker+t; 1 lettergreep +t |
| Persoon:↓           |                                       |                                       |                                       |                                       |                                       |                                       |
| 1 ev. (én)          | -ottam                                | -ettem                                | -öttem                                | -ottam                                | -ettem                                | -öttem                                |
| 2 ev. (te)          | -ottál                                | -ettél                                | -öttél                                | -ottad                                | -etted                                | -ötted                                |
| 3 ev. (ő)           | -ott                                  | -ett                                  | -ött                                  | -otta                                 | -ette                                 | -ötte                                 |
|                     |                                       |                                       |                                       |                                       |                                       |                                       |
| 1 mv. (mi)          | -ottunk                               | -ettünk                               | -öttünk                               | -ottuk                                | -ettük                                | -öttük                                |
| 2 mv. (ti)          | -ottatok                              | -ettetek                              | -öttetek                              | -ottátok                              | -ettétek                              | -öttétek                              |
| 3 mv. (ők)          | -ottak                                | -ettek                                | -öttek                                | -ották                                | -ették                                | -ötték                                |

#### Toekomende tijd
De toekomst kan worden uitgedrukt:
- met behulp van het bijwoord majd=dan + de tegenwoordige tijd: Majd megyek.=Ik zal gaan. (letterlijk: Dan ik ga.)
- met het hulpwerkkwoord fog: Fogok menni=Ik zal gaan; Fogsz menni?=Zal je gaan?

Vaak kan ook de tegenwoordige tijd gebruikt worden voor iets in de toekomst, net als in het Nederlands: Horgászni megyek.=Vissen ga ik.

#### Zijn, worden
| vervoeging van lenni |         |           |                |          |
| stam:                | van     | van       | lesz           | lesz     |
| stam:                | is      | was       | wordt zal zijn | werd     |
| persoon:↓            |         |           |                |          |
| 1. ev. (én)          | vagyok  | voltam    | leszek         | lettem   |
| 2. ev. (te)          | vagy    | voltál    | leszel         | lettél   |
| 3. ev. (ő)           | van     | volt      | lesz           | lett     |
| 1. mv. (mi)          | vagyunk | voltunk   | leszünk        | lettünk  |
| 2. mv. (ti)          | vagytok | volttatok | lesztek        | lettetek |
| 3. mv. (ők)          | vannak  | voltak    | lesznek        | lettek   |

Het werkwoord van=is hoort bij het hele werkwoord lenni=zijn, worden. Het werkwoord van=zijn heeft twee wijzen van gebruik:
1. zijn in de betekenis van zich (op een plaats) bevinden. Dan is de vervoeging in overeenstemming met het gewone gebruik van werkwoorden. Voorbeeld: Otthon van.=Hij/Zij/Het is thuis.
2. zijn als koppelwerkwoord. In de 3de persoon wordt is weggelaten in het Hongaars. Voorbeelden: Ő tanár van.=Hij/Zij is leraar, Rosz az idő = Het weer is slecht.

Bij lenni = zijn, worden, zullen zijn hoort nog een tweede stam: lesz=wordt, zal zijn (een soort toekomende tijd). Er wordt dan een andere vervoeging gebruikt. Het is ook in de derde persoon tegenwoordige tijd aanwezig. Gewoonlijk wordt het persoonlijk voornaamwoord weggelaten. Voorbeeld: tanár lesz "hij/zij wordt leraar" of "hij/zij zal leraar zijn".
Er is een expliciete vorm van het werkwoord lenni in het geval van plaatsaanduidingen en in een aantal andere gevallen: ő itt van = hij/zij/het is hier, ők itt vannak = zij zijn hier, nyolc fok van = het is acht graden.
Bij het werkwoord zijn bestaat er een ontkennende vorm in de derde persoon met de betekenis (er) niet zijn: nincs = hij/zij/het is (er) niet en nincsenek = zij zijn (er) niet. In alle andere personen gebruikt men een vorm van lenni, bijvoorbeeld (én) nem vagyok itt = ik ben niet hier.

#### Hebben
Voor het werkwoord hebben is er in het Hongaars geen apart werkwoord. De constructie die gebruikt wordt maakt gebruik van een meewerkend voorwerp (3de naamval, datief) en een bezit met bezitsuitgang. Het komt ongeveer overeen met Aan/voor [de bezitter] is [zijn bezit]. Dit betekent dan: [De bezitter] heeft (een) [bezit]. Het geheel wordt meestal korter en eenvoudiger gezegd door weglating van het meewerkend voorwerp. Voorbeelden:
| hebben                    | hebben        | bezitting (enkelvoud!), met bezitsuitgang | Korter gezegd:                                          | Vertaling in het Nederlands:                                     |
| meew. voorw. 3denaamval   | is            | bezitting (enkelvoud!), met bezitsuitgang | Korter gezegd:                                          | Vertaling in het Nederlands:                                     |
| ------------------------- | ------------- | ----------------------------------------- | ------------------------------------------------------- | ---------------------------------------------------------------- |
|                           |               |                                           |                                                         |                                                                  |
| Nekem Aan/voor mij        | van is        | kertem. mijn tuin.                        | Kertem van.                                             | Een tuin heb ik. Ik heb een tuin.                                |
| Neked Aan/voor jou        | van is        | sok labdád veel jouw bal.                 | Sok labdád van. (In het Hongaars in het enkelvoud!)     | Jij hebt veel ballen. (In het Nederlands in het meervoud!)       |
| Neki Aan/voor hem         | van is        | fehér autója zijn witte auto.             | Fehér autoja van.                                       | Een witte auto heeft hij. Hij heeft een witte auto.              |
| Nekünk Aan/voor ons       | van is        | kis lakásunk onze kleine woning           | Kis lakásunk van.                                       | Wij hebben een kleine woning.                                    |
| Nektek Aan/voor jullie    | van is        | két bőröndötök. twee jullie koffers.      | Két bőröndötök van. (In het Hongaars in het enkelvoud!) | Jullie hebben twee koffers. (In het Nederlands in het meervoud!) |
| Nekik Aan/voor hun        | van is        | nagy házuk. hun groot huis.               | Nagy házuk van.                                         | Een groot huis hebben zij. Zij hebben een groot huis.            |
|                           |               |                                           |                                                         |                                                                  |
| Vilmosnak Aan/voor Willem | van is        | biciklije. zijn fiets.                    | Vilmosnak biciklije van.                                | Willem heeft een fiets.                                          |
| Vilmosnak Aan/voor Willem | volt was      | biciklije. zijn fiets.                    | Vilmosnak biciklije volt.                               | Willem had een fiets.                                            |
| Vilmosnak Aan/voor Willem | lesz zal zijn | biciklije. zijn fiets.                    | Vilmosnak biciklije lesz.                               | Willem zal een fiets hebben. Willem krijgt een fiets.            |

Er is ook nog een werkwoord birtokol = bezitten, hebben, dat slechts weinig gebruikt wordt.

#### Voorwaardelijke wijs
Naast de aantonende wijs is er de voorwaardelijke wijs (feltételes mód): de voorwaardelijke wijs wordt onder andere gebruikt voor (zeer) beleefde verzoeken
| voorwaardelijke wijs feltételes mód | voorwaardelijke wijs feltételes mód | onbepaalde vervoeging | onbepaalde vervoeging | bepaalde vervoeging | bepaalde vervoeging |
| stam + -ná/-né met:                 | stam + -ná/-né met:                 | lage klinker          | hoge klinker          | lage klinker        | hoge klinker        |
| persoon:                            |                                     |                       |                       |                     |                     |
| 1                                   | (én)                                | -nék                  | -nék                  | -ném                | -ném                |
| 2                                   | (te)                                | -nál                  | -nél                  | -nád                | -néd                |
| 3                                   | (ő)                                 | -na                   | -ne                   | -ná                 | -né                 |
| 11                                  | (mi)                                | -nánk                 | -nénk                 | -nánk               | -nénk               |
| 22                                  | (ti)                                | -nátok                | -nétek                | -nátok              | -nétek              |
| 33                                  | (ők)                                | -nának                | -nének                | -nák                | -nék                |
| 1→2                                 | (én→téged)                          |                       |                       | -nálak              | -nélek              |

#### Aansporende wijs
De derde wijs is de gebiedende of aansporende wijs (parancsoló/felszólító mód) in de tegenwoordige tijd. De gebiedende wijs kan gebruikt worden voor alle personen, bijvoorbeeld írjak? "zal/moet ik schrijven?", írj(ál) "schrijf", írjunk "laten we schrijven".
| gebiedende wijs aansporende wijs | gebiedende wijs aansporende wijs | onbepaalde vervoeging | onbepaalde vervoeging | onbepaalde vervoeging | bepaalde vervoeging | bepaalde vervoeging |
| stam + j met:                    | stam + j met:                    | lage klinker          | hoge klinker          | hoge klinker          | lage klinker        | hoge klinker        |
| persoon:                         | persoon:                         |                       | met lipronding        | zonder lipronding     |                     |                     |
| 1                                | (én)                             | -jak                  | -jek                  | -jek                  | -am                 | -em                 |
| 2                                | (te)                             | -j(ál)                | -j(él)                | -j(él)                | -jad                | -jed                |
| 3                                | (ő)                              | -jon                  | -jen                  | -jön                  | -ja                 | -je                 |
| 11                               | (mi)                             | -junk                 | -jünk                 | -jünk                 | -juk                | -jük                |
| 22                               | (ti)                             | -jatok                | -jetek                | -jetek                | -játok              | -jétek              |
| 33                               | (ők)                             | -janak                | -jenek                | -jenek                | -ják                | -jék                |
| 1→2                              | (én→téged)                       |                       |                       |                       | -jalak              | -jelek              |

#### Werkwoordvoorvoegsels
Werkwoordvoorvoegsels (verbaal prefixen) kunnen de betekenis van werkwoorden (net zo als in het Nederlands) enigszins veranderen.
De wijziging in betekenis is enigszins voorspelbaar, maar niet met alle voorvoegsel gaat dat op. Het voorvoegsel meg- geeft vaak een voltooidheid van de handeling aan, maar dat kan ook met andere voorvoegsels. Voorbeelden: Megcsináltam.=Ik heb het gemaakt. / Ik maakte het., Elolvastam.=Ik heb het uitgelezen. / Ik las het uit.
| be-  | in-, naar binnen | ki-   | uit-, naar buiten |
| el-  | weg-             | haza- | thuis-, naar huis |
| ide- | hierheen         | oda-  | daarheen          |
| fel- | naar boven       | le-   | naar beneden      |

### De 'bezitsconstructie'
- Opvallend is de afwezigheid van de genitief (2de naamval). Bezit wordt in de eerste plaats uitgedrukt door een uitgang toe te voegen aan hetgeen bezeten wordt, daarnaast eventueel door de bezitter in de datief (3de naamval) te plaatsen. Voorbeelden: "het huis van Béla" = Béla háza (letterlijk: "Béla zijn huis") of met datief: Bélának a háza (letterlijk: "aan-Béla de zijn-huis"). De korte vorm is het meest gebruikelijk. De datief van de bezitter is overigens typisch voor Indo-Europese talen, geen enkele andere Finoegrische taal heeft dit kenmerk.
- Het werkwoord hebben ontbreekt. In plaats hiervan wordt een datief-vorm van het werkwoord zijn gebruikt, in combinatie met een bezitsuitgang van het persoonlijk voornaamwoord. Voorbeelden: Bélának nincs háza (letterlijk: "Aan-Béla er-is-geen zijn-huis") "Béla heeft geen huis")

### Achterzetsels
Achterzetsels (postposities) worden achter het zelfstandige naamwoord gezet, waar in het Nederlands bepaalde voorzetsels (zoals na, achter, voor, boven, onder, ...) worden gebruikt. In het gebruik lijken achterzetsels op naamvalsuitgangen, maar het verschil met naamvallen is dat ze los staan van het zelfstandige naamwoord waar ze achter staan - het zijn dus geen achtervoegsels. Achterzetsels kennen geen klinkerharmonie. Achterzetsels kunnen gegroepeerd worden in verwante groepjes van drie waarbij er onderscheid wordt gemaakt tussen
1. de richting ernaartoe (dus een antwoord op de vraag: hová?=waarheen?),
2. de aanduiding van plaats (dus een antwoord op de vraag: hol?=waar?), en
3. de richting ervandaan (dus een antwoord op de vraag: honnan?=waarvandaan?).

| enkelvoudig bezit |                                   |             |                                             |
|                   | enkelvoud                         |             | meervoud                                    |
| 1. 2. 3.          | -m/-am/-em -d/-ad/-ed -(j)a/-(j)e | 11. 22. 33. | -nk/-unk/-ünk -(a)tok/-(e)tek -(j)uk/-(j)ük |

|                      | hová? waarheen?                       | hol? waar?                                        | honnan? waarvandaan?                        |
| 1. 2. 3. 11. 22. 33. | alám alád alá(ja) alánk alátok alájuk | alattam alattad alatta alattunk alattatok alattuk | alólam alólad alóla alólunk alólatok alóluk |

|                      | hová?                                       | hol?                                                    | honnan?                                           |
| 1. 2. 3. 11. 22. 33. | fölém föléd fölé(je) fölénk fölétek föléjük | felettem feletted felette felettünk felettetek felettük | fölülem fölüled fölüle fölülünk fölületek fölülük |

|                      | hová?                                 | hol?                                              | honnan?                                     |
| 1. 2. 3. 11. 22. 33. | elém eléd elé(je) elénk elétek eléjük | előttem előtted előtte előttünk előttetek előttük | előlem előled előle előlünk előletek előlük |

|                      | hová?                                       | hol?                                                    | honnan?                                           |
| 1. 2. 3. 11. 22. 33. | mögém mögéd mögé(je) mögénk mögétek mögéjük | mögöttem mögötted mögötte mögöttünk mögöttetek mögöttük | mögülem mögüled mögüle mögülünk mögületek mögülük |

|                      | hová?                                             | hol?                                                          | honnan?                                                 |
| 1. 2. 3. 11. 22. 33. | mellém melléd mellé(je) mellénk mellétek melléjük | mellettem melletted mellette mellettünk mellettetek mellettük | mellőlem mellőled mellőle mellőlünk mellőletek mellőlük |

|             | hová?                  | hol?                          | honnan?                    |
| 11. 22. 33. | közénk közétek közéjük | közöttünk közöttetek közöttük | közülünk közületek közülük |

|                      | hová?                                       | hol?                                                                | honnan? |
| 1. 2. 3. 11. 22. 33. | körém köréd köré(je) körénk körétek köréjük | körülöttem körülötted körülötte körülöttünk körülöttetek körülöttük | -       |

|                      | hová?                                       | hol? | honnan?                                           |
| 1. 2. 3. 11. 22. 33. | felém feléd felé(je) felénk felétek feléjük | -    | felülem felüled felüle felülünk felületek felülük |

| Postposities in combinaties   | Postposities in combinaties | Postposities in combinaties              | Postposities in combinaties           | Postposities in combinaties   |
|                               |                             | voorbeelden met aanwijzend voornaamwoord | voorbeelden met vragend voornaamwoord | voorbeelden met bezits-suffix |
| ----------------------------- | --------------------------- | ---------------------------------------- | ------------------------------------- | ----------------------------- |
| in plaats van                 | helyett                     | ahelyett in de plaats daarvan            |                                       | helyettem in mijn plaats      |
| in de richting van ···-waarts | iránt                       | aziránt, in die richting                 |                                       | irántam, in mijn richting     |
| wegens                        | miatt                       | amiatt, wegens dat                       |                                       | miattam, wegens mij           |
| zonder                        | nélkül                      | anélkül, waar zonder                     |                                       | nélkülem, zonder mij          |
| sinds                         | óta                         | azóta, sindsdien                         | mióta? sinds wanneer?                 |                               |
| volgens                       | szerint                     | aszerint, volgens dat                    | kiszerint? volgens wie?               | szerintem ,volgens mij        |
| na                            | után                        | azután, daarna                           | miután? waarna?                       | utánam, na mij                |
|                               |                             |                                          |                                       |                               |
| door, via                     | által                       |                                          |                                       | általam, door mij             |
| tegen                         | ellen                       |                                          |                                       | ellenem, tegen mij            |
| langs over de lengte van      | hosszat                     |                                          |                                       |                               |
| tijdens, onder gedurende      | közben                      |                                          |                                       |                               |
| na verloop van - later        | múlva                       |                                          |                                       |                               |
| omstreeks ongeveer            | tájt                        |                                          |                                       |                               |
|                               |                             |                                          |                                       |                               |